# Березна (селище)
Бере́зна — селище в Україні, адміністративний центр Березнянської селищної громади Чернігівського району Чернігівської області. Населення становить 4338 особи (1 січня 2022 рік).
У ході адміністративної реформи 2020 року створено Березнянську громаду, до складу якої увійшли селище Березна, 1 селище та 15 сіл: Миколаївка, Домниця, Локнисте, Гусавка, Сахнівка, Бігач.
У дорадянській українській мові відбувалося випущення звуку Н у словах похідних від топонімів закінчених на -на, -ня, -не, -нє, -ни, -ний, -ній, -но, щоб запобігти збігові приголосних. Згідно з тодішньою парадигмою мало би бути:
Бере́зна — бере́зенський — бере́зенщина — бере́зенець.

## Географія
Селище розташоване за 40 км від обласного центру до Мени, районного центру. Шлях Чернігів — Новгород-Сіверський.

## Історія
Перша згадка про Березну (Березий) датована 1152 роком. Згідно зі стародавніми переказами, назва населеного пункту пішла від березових лісів, які росли навколо першого поселення в цій місцевості.
Археолог В. Коваленко відстоює версію, що на місці сучасного Березного в XI—XIII століттях існував літописний Березий (згаданий 1152 роком). У 1981 році були проведені археологічні роботи. Окрім давньоруського матеріалу, було зібрано й колекцію речей XVII—XVIII століть. Автор розкопок зазначає, що урочище Замоковище представляє собою фактично острів. Спочатку це, імовірно, був мис, який утворився на місці злиття невеликих річок Сухоносівка та Клевень. При спорудженні городища було викопано рів, що з'єднав обидві протоки. Східний пологий кінець мису також було відрізано ровом. Сам мис складається, начебто, з двох частин 60×30 м і 100×150 м. В. Коваленко зазначав, що невелике укріплення тут виникло ще в давньоруський час, проте його ж археологічні дослідження не виявили тут залишків оборонних споруд давньоруського часу, натомість у траншеї було зафіксовано незначні дерев'яні залишки оборонних конструкцій доби пізнього середньовіччя. Дещо прояснити ситуацію з укріпленнями Березни XVII століття допомагає план Березинської фортеці кінця XVIII століття. Конструктивні особливості оборонних споруд (ламана куртина, невеликі бастіони), зображені на цьому плані, свідчать про те, що він відображає особливості фортеці після реконструкції на початку XVIII століття. Імовірно цей план був перемальований з більш раннього плану, оскільки хронологічно синхронний плану словесний опис Березинської фортеці О. Шафонського вказує на те, що вже наприкінці XVIII століття фортифікації Замковища не простежувалися: «…между протоком Клевеню и Сухоносовкою, стоит возвышенное небольшое ровное место, Замковище называемое, которое по словесным преданиям жителей, в старину польским замком было, в котором, как и везде, владелец польский живал. Ныне оное сравнено, так, что никакого вала не видно и на нем разные жители живут».
Поблизу селища знайдені римські монети II століття, а також курганний могильник і городище Замковище періоду Київської Русі (X—XIII століття), які були залишками міста Березни. З XI століття Березна входила до складу Чернігівського князівства.
На початку жовтня 1239 року князівська дружина й усе доросле населення хоробро захищало місто від монголо-татарського нашестя. Захисники самі зруйнували підйомний міст, тим самим відрізавши собі останній шлях до порятунку. Усі захисники полягли в бою, а жінок і дітей, які сховалися в церкві Благовіщення, спалили татаро-монголи.
У 1240—1360-х роках Березна неодноразово зазнавала нападів степовиків, входячи до складу місцевого князівства. У другій половині XIV—XV століть Березна входила до складу земель Литовського князівства, яке захопило землі Київського та Чернігівського князівств у 1350 — 1360-х років. Після двох війн між Московським та Литовським князівствами у 1500—1503 та 1507—1508 роках. більша частина земель Чернігівщини (крім Любецької волості) опинилась у складі Московської держави й перебувала у її складі до 1618 року.
З першої половини XVII століття відомий герб Березни: у блакитному полі зелена береза. У 1767 році сотник Я. Сахновський додав малюнок власної печатки, що складався із схрещених шаблі, стріли й зірок. Це зображення було взяте за основу герба, затвердженого в 1782 році. Він був уніфікований у 1857 році й проіснував до 1917 року.
На початку XVII століття Березна набула Магдебурзьке право. Тут бурхливо почали розвиватися ремесла, створені цехи шевців, кравців, кушнірів.
У першій половині XVII століття Березна належала коронному гетьману Речі Посполитої Миколі Потоцькому.
Під час Визвольної війни 1648—1657 років місто стало осередком Березнянської сотні Чернігівського полку Війська Запорозького. Після Визвольної війни Березна перетворена в сотенне містечко. Березнянська сотня входила до Чернігівського полку, але є підстави вважати, що Березненська сотня виникла значно раніше. На те є чотири докази. По-перше: за повідомленням статистичного опису Чернігівської єпархії, за польського правління у 1638 році він був містом і місцем повітового правління, а разом з тим і сотенного. По-друге: після вигнання поляків у 1648 році всі старі адміністративні центри перетворювались на сотні. Третій доказ: під час присяги на вірність московському царю Березнянська сотня вже мала сотника й сотенну старшину. Четвертий доказ: згідно з мапою адміністративно-політичного поділу України 1649 року, серед полкових та сотенних міст є й Березнянська сотня. У грудні 1663 року в Березні були зосереджені проти польського вторгнення і військ Тетері полки Сосницький Якова Скидана й Чернігівський Тихона Гаврилова. Станом на 1724 рік у Березинській сотні налічувалось 552 козаки, що складало 10,6 % Чернігівського полку (найбільший відсоток серед усіх сотень).
З 1781 року, після ліквідації російською царицею полкового устрою, Березнянський повіт увійшов до складу Новгород-Сіверського намісництва. З травня 1783 року указом правлячого сенату містечко було зрівняне в правах і вигодах з Черніговом та Ніжином. У Березні тоді мешкало 7,4 тис. жителів. У XVIII столітті в Березні відбувалися щорічні три великі ярмарки: літній — на Вознесіння, другий — наприкінці серпня — на Успіння, третій — у грудні, на Миколи. Кожний ярмарок працював два дні. Крім ярмарків, що відбувалися протягом двох століть двічі на рік, влаштовувалися торжки перед Великоднем і Різдвом Христовим. Березне славилося і своїми базарами, що відбувались тричі на тиждень.
У 1802 році, після утворення Малоросійської губернії, Березна перетворилося на заштатне місто Чернігівського повіту Чернігівської губернії.
Наприкінці XVIII — на початку XIX століть у місті були поширені такі ремісничі професії: чоботарі, ткачі, кравці, ковалі, столяри, теслярі, срібляники, маляри, гончарі, римарі, сиричники, шапкарі, кушніри, котлярі, олійники, пивовари, солодовники, бондарі, шаповали, колісники, склярі, винокури, перепечаї, коновали. Вони об'єднувалися в цехи. Крім того, ще були годинникарі, перукарі, музиканти тощо.
Найбільшим цехом був шевський. Чимало десятиліть Березна тримала марку лівобережної столиці хромових чобіт. Вироби березнянських шевців були відомі на ярмарках багатьох міст не тільки України, але й Росії. Коли під час Кримської війни виникла потреба якнайшвидше взути дружину Сосницького ополчення, березнянські шевці виготовили 4 тис. пар юхтових чобіт. Кравці пошили 1120 чемерок і стільки ж шароварів, а кушніри підготували для російського війська 12 тис. кожухів.
У місті знаходилися: одна салотопня, п'ять олійниць, шість кузень, дві крупорушки, близько 20 млинів і два цегельні заводи. Одне з найголовніших занять населення містечка було винокуріння. Березна займала одне з перших місць по виготовленню вина і отримуваному прибутку від його збуту.
Березна була також відома як значне торгове містечко в Лівобережній Україні. З XVIII століття тут щороку відбувалось три великих ярмарки: літній на Вознесіння, другий на Успіння, і зимовий на Миколу Чудотворця. Наприкінці XIX століття зимовий ярмарок було перенесено на 27—30 січня. Крім ярмарків, двічі на рік влаштовувалися торжки в останній понеділок перед Великоднем та Різдвом Христовим. Базари відбувалися щотижня — у понеділок, середу та п'ятницю.
На Березнянські торги привозили товари не лише з навколишніх сіл, а й з Стародуба, Калуги, Борзни, Ніжина, з Дону. Березнянські купці їздили торгувати на Дон, у Крим, Польщу, Німеччину, Прибалтику, Москву, Борисов, Вітебськ.
У містечку нараховувалося 6 церков. Найбільш відома з них — Вознесенська, побудована в 1761 році ніжинським майстром П. Шолудьком. Вона була дерев'яна, з п'ятьма банями, хрещата в плані, на шипах, споруджувалася без застосування пилки і гвіздків. У 1875 році була розмальована Г. Симоненком арабесками. У 1893 році в інтер'єрі орнаментовано бані й позолочено карнизи. Визначним мистецьким твором другої половини XVIII століття був багатоярусний різьблений іконостас. На жаль, ця церква не збереглася. Церква була знищена російською владою у 1929—1930 роках.
У 1866 році в містечку налічувалося 1547 дворів, 8451 житель. Діяла поштова станція, свічний і три цегельні заводи, парафіяльне училище, жіночий пансіон, церковнопарафіяльні школи, шпиталь.
Наприкінці 1920-х років у Березні створюються ТСОЗи, які пізніше реорганізували в колгоспи. У 1933 році в селищі створено МТС. Статусу селища міського типу набуло у 1924 році. 
1923 – місто стало адміністративним центром Березинського району Чернігівської округи, 1803 двори, 9561 мешканець. Згодом, мабуть, через відсутність залізничного сполучення, яке було в Мени, втратило свій статус.
Під час другої світової війни окупанти замордували та розстріляли в Березні 376 осіб, серед них депутата Верховної Ради УРСР 1-го скликання бригадира жіночої тракторної бригади Марію Ковбич.
У 1959 році, згідно перепису, населення становило 6571 особа. У 1960 році на базі колгоспів імені Ватутіна та імені Товстухи було організовано радгосп «Березнянський», який у 1964 році реорганізовано у птахофабрику. У 1979 році птахофабриці було присвоєно звання «Господарство високої культури землеробства». тривалий час господарство очолював Ємець Михайло Маркович, заслужений працівник сільського господарства України, лауреат Державної премії України 1996 року.
У 1996 році птахофабрика була реорганізована у ВАТ «Березнянський», у 2000 році на його базі створено ТОВ «Березнянський» і ВАТ «Березнянський».
З 12 червня 2020 року, відповідно з розпорядження Кабінету Міністрів України № 730-р «Про визначення адміністративних центрів та затвердження територій територіальних громад Чернігівської області», селище є адміністративним центром утвореної Березнянської селищної громади.
17 липня 2020 року внаслідок адміністративно-територіальної реформи та ліквідації Менського району селище увійшло до складу Чернігівського району.

## Населення
Серед населення переважають (згідно з переписом 2001 року) українці (90 %), живуть також росіяни, білоруси.
| 1783 | 1866 | 1897 | 1915  | 1923 | 1926 | 1959 | 1970 | 1979 | 1989 | 2001 | 2011 | 2012 | 2013 | 2014 | 2015 | 2016 | 2017 | 2018 | 2019 | 2020 | 2021 | 2022 |
| ---- | ---- | ---- | ----- | ---- | ---- | ---- | ---- | ---- | ---- | ---- | ---- | ---- | ---- | ---- | ---- | ---- | ---- | ---- | ---- | ---- | ---- | ---- |
| 7405 | 8451 | 9922 | 11115 | 9561 | 9866 | 6571 | 6595 | 6248 | 5892 | 5372 | 4902 | 4856 | 4833 | 4807 | 4763 | 4719 | 4646 | 4584 | 4494 | 4459 | 4405 | 4338 |

## Розподіл населення за рідною мовою(2001)
| українська мова | російська |
| --------------- | --------- |
| 97,79 %         | 2,08 %    |

## Економіка
У селищі нараховується 4 селянсько-фермерські господарства, діють 5 підприємств малого бізнесу з крамницями, два кафе.
Є торфопідприємство, цегельний завод, міжколгоспна будівельна організація, харчокомбінат.
У регіоні є посіви зернових і технічних культур, розведення м'ясо-молочної худоби.

## Освіта, культура, пам'ятки

Стенд Березнянського будинку культури

У Березні діють дві загальноосвітні школи, допоміжна школа-інтернат, музична школа, лікарня, аптека, дитячий дошкільний навчальний заклад, відділення зв'язку.
На братських могилах воїнів Червоної армії та мешканців Березни, які загинули під час німецько-радянської війни, встановлено пам'ятники.

## Заклади культури
- Центр культури та дозвілля;
- Березнянський історико-краєзнавчий музей імені Г. Г. Верьовки;
- 2 бібліотеки;
- У 1995 році створене й діє перше в Україні «Співоче поле» в сільській місцевості.

## Земляки
Уродженець Березни письменник і краєзнавець Іван Корбач присвятив історії рідного краю історичні романи, повісті, оповідання. За історичну повість «Шляхами століть» — про літописне місто Березна — удостоєний звання лауреата премії Українського фонду культури у галузі літератури. Відома також збірка нарисів «Що за люди березенці».
Історичні особи
- Скида́н Яків (Яцько) Пили́пович (між 1605 і 1619 — не пізніше лютого 1664) — полковник Сосницький, організатор оборони Березни від польського війська восени 1663 року. Учасник Національно-визвольної війни під керівництвом Богдана Хмельницького[6]. Висунувся у ході війни, пройшов за 11-12 років шлях від рядового козака Іркліївської сотні Кропивненського полку (1649) до полковника сосницького (1661/1662–1664). 20.12.1661 року полковник Я. Скидан на чолі полку перебував у Березні[7]. Активно протидіяв походу польського короля Яна II Казимира на чолі коронного польського війська з частиною українських козаків та найманцями Лівобережною Україною у 1663 році. Частина міст і містечок Полтавщини та Чернігівщини здалась без бою. Але містечко Дівиця (пізніше — Салтикова Дівиця), розташована на південному березі р. Десна витримало тижневу облогу і було взято лише через зраду. Згаяний під Салтиковою Дівицею час дорого коштував полякам. Наступні спроби Яна II Казимира захопити Чернігів, Глухів, Батурин і Новгород-Сіверський зазнали невдачі. Ці міста добре підготувалися до оборони, а їхні мешканці вже не йняли віри словам короля про збереження життя у разі покори, побачивши те, що сталося із Салтиковою Дівицею. Подальший шлях польського війська проходив на Березну. Обороною міста командував Скидан Яків (Яцько) Пилипович, полковник Сосницький та місцевий сотник Гоневський-Іванина Сава Іовенко. Я. Скидану, який мав неповні чотири сотні, вдалося провести королівське військо чисельністю 10-12 тис., яке складалося з численних найманців тим, що зайнявши вершину пагорба, по якому проходив шлях до Домницького монастиря, він влаштував «маскарад». Вдягнувши жінок, абшитованих, підлітків у козачий однострій і розмістив їх за реальними бойовими сотнями, а також скатавши попони, створивши «ляльки» на конях, Скидан створив враження численного війська, яке зайняло вигідну позицію на пагорбі, а у тилу якого розміщувалось укріплене місто; королівські війська облишили думку воювати у полі, чи брати Березну в облогу; вони обрали для свого війська інший маршрут. Найбільш детально Руссо де ла Валетт описує облогу Глухова на початку 1664 року, у якій брали участь французькі найманці на службі Яна II Казимира, у тому числі — двоє синів герцога де Грамона — Арман де Грамон граф де Гіш (1637—1673) та Антуан-Шарль де Грамон граф де Лувін'ї (1641—1720), а також — сам він, французький найманець-госпітальєр, а пізніше — французький історик Мішель Руссо де ла Валетт. Останній, між іншим, залишив спогади про свою військову службу польському королю, де згадував серед іншого й про затяжну облогу Салтикової Дівиці, й про невдалу облогу Глухова. Крім того, автор статті Є. Луняк залишив у ній неправдиве свідчення француза про те, що при відступі короля з Лівобережжя Дніпра, потрапив до полону козацький начальник Скидан, котрий присягнув королю й обіцяв тому «захопити всі міста України, в яких перебували московські залоги»[8]. Але під час відступу поляки по-звірячому стратили Я. Скидана. Якщо полковника Івана Богуна, теж звинуваченого у зрадництві, розстріляли після рішення військового трибуналу, то Якову Скидану помстилися й за його військові хитрощі, й за партизанські дії у тилу коронного війська, а госпітальєр ще й оббрехав патріота власної землі Скидана, видавши бажане за дійсне. За істориком Коховським Скидана стратили на палі[7]; за місцевим чернігівським краєзнавцем І. Корбачем, який записував спогаді літніх людей, стратили, повісивши на величезній сосні, на шляху між Меною та Сосницею. Ця сосна зберігалась ще за часів дитинства О. Довженка[9];
- Гоневський-Іванина Сава Іовенко (між 1619 та 1630 — не раніше 1691) — покозачений шляхтич гербу «Яніна». Сотник березинський (? — 1660—1680 — ?). Значний товариш Чернігівського полку (1691), мешканець березинський. Можливо, до нього належить поминання Сави Леонтійовича з Березни: Леонтій, Іван, Курило, Матвій, Анатолій, Пелагея, Катерина, Ірина, Євдокія, Яків, Тетяна, Дарія, Матвій, Іван, Семен, Олена, Василь, Тарас, Григорій, Ганна, Параска, Ярмола, Уліта, Стефан, Семен, Мойсей, Ксенія, Марія, Гафія, Марія, Гафія, Ганна, Уляна, Ксенія, Євдокія, Марія, Феодора, Ганна. Так у двох чи трьох гілках роду Іовенко налічувалося 38 (!) осіб[10]. Брав участь в обороні Березни від військ польського короля Яна II Казимира восени 1663 року в складі Березнянської сотні під загальним командуванням полковника Сосницького Скидана Якова (Яцька) Пилиповича. Я. Скидану, який мав с собою неповні 4 сотні, вдалося провести королівське військо (загальною кількість у 10-12 тис.) у якому були численні найманці тим, що зайнявши шелом пагорба, по якому проходив шлях до Домницького монастиря, він влаштував «маскарад». Вдягнувши жінок, абшитованих, підлітків у козачий однострій і розмістив їх за реальними бойовими сотнями, а також скатавши попони, створивши «ляльки» на конях, Скидан створив враження численного війська, яке зайняло вигідну позицію на пагорбі, а у тилу якого розміщувалося укріплене місто; королівські війська облишили думку воювати у полі, чи брати Березну в облогу, і обрали для свого війська інший маршрут. У подальшому рід Гоневських-Іванин-Іовенків ще не раз згадуються у історичних документах XVII—XIX століть;
- Скоропа́дський Василь Ілліч (між 1648 та 1659, Умань — 1727, Березна) — український військовий і політичний діяч. Представник роду Скоропадських. Другий син Іллі Скоропадського від княжни Чорторійської. Брат гетьмана Івана Скоропадського та Павла Скоропадського (? — 1739). Навчався у Києво-Могилянській академії[11]. 1674 року переселився разом із братом Іваном Скоропадським на Лівобережну Україну. Служив у гетьмана Івана Самойловича в Генеральній військовій канцелярії. 1676 року отримав уряд військового канцеляриста, займався дипломатичною діяльністю. У жовтні та грудні 1676 року відправлений як посол до Москви. 1682 року разом із козаками Березинської сотні був присутній на урочистій церемонії інтронізації московських царів Івана V та Петра І. За гетьманування Івана Мазепи обіймав посаду березинського сотника Чернігівського полку (1697 — лютий 1709)[12]. 1705 року брав участь в поході на Старий Костянтинів. За гетьманування брата Івана Скоропадського отримав посаду полкового обозного Чернігівського полку — командира полкової артилерії (? — 02.1713 — 06.1721 — ?)[12]. 1726 року, за урядування Малоросійської колегії в Україні, дістав посаду генерального бунчужного. Був 2 рази одружений. Перша дружина —  N. Павлівна Грибович (голубович)(? — ран. 11.1696), донька генерального осавула, померла бездітною. Друга дружина (1705) Ксенія Хомівна N. Мав від неї двох синів: Михайла та Івана, двох дочок: Анастасію (1723 — ?)(дружину значкового товариша Федора Кочубея) (1723 — ?) та Параскеву(? -?)(дружину хорунжого Генеральної військової канцелярії Івана Забіли)[12].
- Скоропадський Павло Ілліч (у книзі В. Кривошеї «Козацька старшина Гетьманщини» — «Іванович»; ? — 1739) — український військовий діяч. Представник роду Скоропадських. Третій син Іллі Скоропадського від княжни Чорторійської. Брат гетьмана Івана Скоропадського та березинського сотника Василя Скоропадського. Народився в Умані. 1674 року попав до османського полону під час нападу турецького війська на Умань. Провів у неволі понад 30 років. Втік з полону стараннями свого брата Івана і батуринського козака Павла Козловського. Повернувшись в Україну, був бунчуковим товаришем. Бунчуковий товариш у Чернігівському полку (? — 1732—1739). Отримав гетьманський універсал на с. Суличівку (1712), на греблю Рудянську з млинами на р. Бречі з с. Старою Руднею (07.09.1715), на с. Рудківку (18.10.1718). За часів перебування Василя Скоропадського на посаді Березенського сотника неоднаразово бував у Березні. 16 липня 1719 року скаржився на чернігівського полковника П. Полуботка за захоплення ґрунту і двору у с. Полуботках. Мав 5 малогрунтових і з убогих підсусідків у д. Осняках Любецької сотні (1732), 2 двори посполитих там само (1739) мав двір у с. Полуботках, мешкав у батьківському дворі у с. Бобровиці[12]. Був одружений. У родині було 2 дітей: син Тимофій Скоропадський (? — 1764) та донька: Ганна Скоропадська (? — 1764), дружина Федора Посудевського, бунчукового товариша (1729);
- Скоропадський Михайло Васильович (близько 1697 — 2 січня 1758, Березна) — український військовий і політичний діяч. Представник роду Скоропадських. За непідтвердженими даними — позашлюбний син Василя Скоропадського. Службу розпочав з 1716 року бунчуковим товаришем (1715—1740 — універсал ГВК на чин 1735 р.), генеральний підскарбій (1749 — 02.01.1758). Останні роки життя проживав у Березні. Вів тяжби за с. Чепелів Киселівської і с. Гусавку Березинської сотень Чернігівського полку з священиком с. Локнисте Семеном Гатницьким і його синами Іваном і Йосипом. З останнім у той же час вела тяжби сестра його дружини Олена — дружина Трохима Кальницького за спадок свого батька (значкового товариша Федора Антоновича). Мав підданих у с. Охромєєва з грунтових, 4 малогрунтових, 31 убогий, у д. Турці 6 убогих, в сл. Ревнюскій 20 убогих, у сл. Лозовській 9 убогих, сотня Киселівська (1732), володіння у сотні Синявській Чернігівського полку (1738), мав у д. Михайлівка 22 двори посполитих, у д. Бреус 12 дворів, мав у с. Лакнисте посполитих дворів 43, д. Гориця 5 дворів (1739), 3 двори майстрових посполитих у с. Михайлівка, 24 двори посполитих, володіння у с. Авдіївка 47 дворів посполитих і 6 підсусідських та приїжджий двір та 2 шинкових, с. Тихонович 62 двори, с. Охромеевичі 22 двори, д. Турці 4 двори, при хуторі Лозовенькому 4 двори, д. Резня 15 дворів, двір приїжджий у Березній та у с. Локнистому двір на 2 хати і шинок (1740). Був одружений тричі: першим шлюбом з княжною Уляною Юріївною Четвертинською, другим (з 04.07.1725) з Параскою Данилівною Апостол, а третім (з 09.06.1747) з Марфою Степанівною Ширай (? — 29.02.1764)[12];
- Лисенко Федір Іванович (? 1680 — 5 січня 1751) — український військовий і політичний діяч. Представник роду Лисенків. Син Лисенка Івана Яковича, сотника менського (? — квітень 1669 — ?), полковника чернігівського (1669—1671)[12]. Ф. І. Лисенко — учасник кизикерменського походу 1695—1697 років. За часів гетьманування Мазепи займав якийсь старшинський уряд, значний військовий товариш Чернігівського полку (? — 1709—1710). Отримав гетьманський універсал на сс. Осьмаки і Дягову (04.09.1709). Осавул полковий чернігівський (1710—1714; 1717—1723). У 1713 році продав 1/4 долю Рубанівського млина шляхтичу Івану Завадовському. Сотник березинський (1723—1728). 3 вересня 1728 року був виданий гетьманський універсал з підтвердженням рішення ГВК від 13 травня 1725 року і Малоросійської колегії від з травня 1727 року відносно справи козаків Менської сотні Корнія та Івана Жусів про млин у с. Дягове віднятий у них Федором Лисенком. Данило Забіла звинуватив його у захопленні і продажу лісу, а також с. Осьмаків та млини з угіддями. Осавул генеральний (1728—1741), суддя генеральний (1741—1751). Володів С. Олександрівкою, де мав підданих і винокурню. Був одружений 2 рази: перша дружина — Феодора NN (? — 1680—1707 — ?); друга — (близько 1731) Євфросинія Опанасівна (Осьмаковська) Прохорова Миткевич (? — 1711—1771 — ?), донька священика с. Осьмаків Опанаса Єремійовича[12]. У січні 1751 року її двір у Чернігові був звільнений від постоїв і повинностей[13].
- Лисенко Андрій Федорович (? - ран. 1748) — український військовий і політичний діяч. Представник роду Лисенків. Син Лисенка Федіра Івановича. 29 вересня 1729 року — отримав гетьманський універсал на сотництво березинське після Олександра Брежинського. Займав цю виборну посаду у 1729—1747 роках. Влітку 1732 року на чолі сотні був на Українській лінії. Мав млин у два кола на р. Березні у м. Березна. Письменний. Був одружений два рази. Перша дружина — (1735) Ганна Василівна Савич. Друга дружина — (1739) (А)Гафія Петрівна Корицька[14]</ref>.
- Яновський Кирило Петрович, (18 (30) березня 1822, Березна, Чернігівський повіт, Чернігівська губернія — 12 (25) липня 1902, Сухум, Сухумський округ, Кутаїська губернія, Кавказьке намісництво, Російська імперія; 14 (27) липня 1902, похований у м. Сухум, в огорожі міського собору) - український шляхтич, російський державний діяч та педагог, член Державної ради Російської імперії, організатор жіночої освіти у Молдові. Викладач Рівненської та Кишинівської чоловічої гімназії. Почесний громадянин міста Березна Чернігівської губернії, почесний член Санкт-Петербурзького університету. Все свідоме життя працював у Міністерстві народної освіти: 1843—1851 роки — викладачем Рівненської гімназії, 1852—1857 роки — викладачем Кишинівської гімназії, 1857—1863 роки — інспектором Кишинівської гімназії (з перервою на 1858 рік. — час відрядження у Францію), 1863—1871 роки — директором училищ Бессарабської губернії у складі Одеського навчального округу, 1871—1878 роки — помічник попечителя (зам. голови) Санкт-Петербурзького навчального округу, 1878—1901 роки — попечитель (голова) Кавказького навчального округу. Позитивно ставився до питання надання середньої та вищої освіти дівчатам та жінкам. Сприяв відкриттю у Кишиневі 8 березня 1864 — приватного жіночого училища «на ступеня гімназії» (дочкою статського радника Любов'ю Белюговою); першому у Бессарабії жіночому середньому навчальному закладу виділялося щорічно 1500 рублів на безкоштовне навчання дівчаток з бідних сімей дворян, чиновників та купців[15]. З 1885 року Яновський був почесним членом Академії мистецтв; з 07.12.1891 року — Академії наук у Санкт-Петербурзі; з 02.10.1893 року — почесний член Катеринодару. З 28.09.1895 року — почесний громадянин Березни, а також почесний член Санкт-Петербурзького університету та товариства любителів природознавства, антропології та етнографії при Московському університеті. З 21 січня 1880 року Яновський був членом ради Товариства відновлення православного християнства на Кавказі. З 1889 р. був членом Московського археологічного товариства. К. П. Яновський був нагороджений усіма орденами Російської імперії до орд. Св. Олександра Невського (1891), відзнака «Officier d'Academie de France» (1879), французьким знаком відмінника з народної освіти (24.11.1887), перський орден Льва та Сонця 1-го ступеня (23.01.1890), бухарським орденом Благородної Бухари 1-го ступеня (12.02.1893);
- Владимирський–Буданов Михайло Флегонтович (рос. Михаил Флегонтович Владимирский-Буданов; 15 (27) травня 1838, с. Бороздіно Веньовського повіту Тульської губернії — 24 березня (6 квітня) 1916, Київ), похований до 30 березня (12 квітня) 1916, Березна, Чернігівський повіт, Чернігівська губернія)[16]. — український та російський історик, доктор російської історії, ординарний професор історії російського права в Київському університеті св. Володимира, член-кореспондент Петербурзької АН від 1903 року. Син сільського священика. Навчався в Веньовському духовному училищі, далі — в Тульській духовної семінарії, яку закінчив у 1857 році. Потім до 1860 року — в Київській духовній академії. 29 жовтня і 12 листопада 1859 року брав участь у заворушеннях академістів, пов'язаних із поганим харчуванням у стінах Академії. Інспектор Академії, ієромонах Валеріан обмовив Владимирського–Буданова М. перед керівництвом, виставивши його призвідником заворушень і продовження вищої богословської освіти для нього стала неможливою. У 1860 році Михайло вступив на навчання на історико-філологічний факультет Київського університету, і закінчив його у 1864 році зі ступенем кандидата. Був залишений стипендіатом в університеті для приготування до професорського звання і, одночасно, в цьому ж році вступив на педагогічні курси, відкриті при київських гімназіях. У 1865 році здав магістерський іспит. У 1869 році написав і захистив дисертацію «Німецьке право в Польщі і Литві» (1868), за яку крім ступеня магістра отримав Уваровську премію. Протягом року перебував за кордоном, де переслухав майже повний курс лекцій відомих правознавців Карла Вангерова та Йоганна-Каспара Блюнчлі; по поверненню в Російську імперію в Кенігсберзькій університетській бібліотеці познайомився з низкою видань німецько-польського міського права. Викладав у Демидівському юридичному ліцеї м. Ярославль зі званням екстраординарного професора загальний курс історії російського права, в який включив західно-російське право. У 1874 році після захисту в Харківському університеті дисертації «Держава і народна освіта Росії XVIII століття» (рос. Государство и народное образование России XVIII века) дістав ступінь доктора права. У Харківському університеті в травні 1874 р. був затверджений у ступені доктора російської історії. Від травня 1875 року — ординарний професор Київського університету, на кафедрі історії російського права, де читав лекції до 1915 року. Упродовж 1882—1916 років — головний редактор Київської археографічної комісії. У 1887—1893 роках — голова Історичного товариства Нестора-літописця, дійсним членом якого був від 1875 року. Особисто підготував 5 томів видання «Архів Південно-Західної Росії» (рос. Архив Юго-Западной России), опублікував під своєю редакцією 23 томи.

М. Ф. Владимирський-Буданов був нагороджений усіма орденами Російської імперії до ордена Святого Станіслава 1-го ступеня (1892);
- Власенко Федір Михайлович (близько 1865, Чернігівська губернія — після 1930) — відомий на Чернігівщині на початку XX століття вчитель-новатор. Закінчив одну з вчительських семінарій на території Чернігівської губернії. З 20 вересня 1889 року — працював в освітніх закладах Міністерства народної освіти. З 11 листопада 1896 року — вчитель Березенського однокласного міського приходського училища, яке було засноване одним з перших у губернії, ще у 1826 році. У 1902—1904 роках брав активну участь у відкритті 2-го Березенського однокласного міського приходського училища імені К. П. Яновського. з ремісничим відділенням на 60-80 учнів, отримавши матеріальну та юридичну допомогу від Владимирського–Буданова М. Ф. Останній став почесним доглядачем 2-го училища, а Ф. М. Власенко — завідувачем училища у 1904—1918 роках. Також викладав хоровий спів у Березенському вищому початковому чотирикласному училищі у 1911—1917 роках. Був одружений. Дружина: випускниця 6-ти класної жіночої прогімназії Іуліанія Діомидівна (до шлюбу Кролевець), вчителька Березенського однокласного міського приходського училища у 1896—1904 роках, вчителька 2-го Березенського однокласного міського приходського училища імені К. П. Яновського у 1904—1918 роках[18][19][20];
- Власенко (Кролевець) Іуліанія Діомидівна (між 1875 та 1879 — (після 1918 або після 1930) — відома на Чернігівщині на початку XX століття вчителька-новаторка. Завершила шести класну жіночу прогімназію. З 27 вересня 1896 року — вчителька Березенського однокласного міського приходського училища, яке було засноване одним з перших у губернії, ще у 1826 році. У 1910—1918 роках — вчителька 2-го Березенського однокласного міського приходського училища імені К. П. Яновського. Була одружена. Чоловік: Власенко Федір Михайлович — завідувач 2-м Березенським училищем у 1904—1918 роках[18][19][20];
- Бурдукало Степан (Стефан) Данилович (IV чтв. XIX ст. — після 1918) — вчитель Березенського вищого початкового чотирикласного училища у 1911—1918 роках. У 1909—1910 роках. — виконував обов'язки вчителя там саме. Подальша доля після вересня 1918 року — невідома.[18][19][20];
- Коваленко Василь Іванович (IV чтв. XIX ст. — після 1918)  — вчитель Березенського вищого начального 4-х класного училища у 1911—1918 роках. Був одружений з Коваленко Ольгою Миколаївною, завідувачкою Березенським 1-им приходським училищем у 1909—1918 роках. Подальша доля подружжя після вересня 1918 року — невідома.[18][19][20];
- Коваленко Ольга Миколаївна (IV чтв. XIX ст. — після 1918) — вчителька Березенського 1-го приходського училища у 1909—1911 роках, завідувачка Березенським 1-м приходським училищем у 1912—1918 роках. Закінчила 8 класів жіночої гімназії. Була одружена. Чоловік — Коваленко Василь Миколайович, вчитель Березенського вищого початкового чотирикласного училища у 1911—1918 роках. Подальша доля подружжя після вересня 1918 року — невідома.[18][19][20];
- Кондратенко Ілля Васильович (III чтв. XIX ст. — після 1918) — вчитель Березенського 1-го приходського училища у 1900—1911 рр., у 1909—1911 рр. — виконував обов'язки завідувача Березенським 1-м приходським училищем.[18][19][20];
- Радченко Євгенія Федірївна (IV чтв. XIX ст. — після 1915) — вчителька 2-го Березенського однокласного міського приходського училища імені К. П. Яновського у 1910—1912 роках. Завершила жіночу гімназію[18];
- Буда Лідія Олександрївна (IV чтв. XIX ст. — після 1915)  — вчителька Березенського 1-го приходського училища у 1909—1915 рр. Завершила жіночу гімназію[18][19];
- Товстуха Раїса Павлівна (IV чтв. XIX ст., Березна, Чернігівський повіт, Чернігівської губернії — після 1918) — вчителька Березенського 1-го приходського училища у 1915—1917 роках.[21] Сестра революційного діяча Товстухи Івана Павловича.
- Дергачов Михайло Семенович (рос. Дергачёв) (III чтв. XIX ст. — після 1918) — вчитель Березенського вищого початкового чотирикласного училища у 1911—1918 років. Походив з донських козаків. Був одружений. Подальша доля подружжя після вересня 1918 року — невідома.[18][19][20];
- Патера Неоніла Гврилівна (IV чтв. XIX ст. — після 1918) — вчителька Березенського 2-го Березенського однокласного міського приходського училища імені К. П. Яновського[19][20];
- Жигачов Сергій Андрійович (lang-ru|Жигачёв) (III чтв. XIX ст., Раненбурзький повіт, Рязанської губернії (?) — після 1918)  — вчитель слюсарно-ковальської справи 2-го Березенського однокласного міського приходського училища імені К. П. Яновського. Стажувався на декількох значних підприємствах, на заводі фірми «Руссо-Балт», паровозо-ремонтних заводах. Завдяки наполегливій праці людини, яка була добре обізнана з технікою, чимало сільських хлопчаків навчились ремонтній, слюсарній, ковальській справам. Був одружений. Син — Жигачов (рос. Жигачёв) Петро Сергійович (IV чтв. XIX ст., Троїцька волость, Раненбурзький повіт, Рязанської губернії (?) — після вересня 1914) загинув, або пропав без вісті під час першої світової війни. Родині П. С. Жигачова сплачували грошову допомогу на основі рішення колегії Раненбурзького повітового відділу соціального захисту у 1918—1919 роках[22]. Подальша доля самого С. А. Жигачова після вересня 1918 року — невідома.[18][19][20];
- Куксіна Олександра Миколаївна (між 1889 та 1895 — після 1918) — вчителька-новаторка. Завершила восьмикласну жіночу гімназію. У 1914—1918 роках викладала німецьку та французьку мови у Березенському вищому початковому чотирикласному училищі. Викладання 2-х сучасних мов було притаманно класичній гімназичній освіті для 8-ми класних чоловічих та 7-8 класних жіночих гімназій, але не у стінах чотирикласного училища заштатного міста. То був один з перших, якщо не перший такий експеримент у закладах Чернігівської губернської освіти, яка підпорядковувалася Київському навчальному округу. Подальша доля після вересня 1918 року — невідома[20];
- Петусь Андрій Юхимович (2 серпня 1884, Березна, Чернігівський повіт, Чернігівська губернія — 26 грудня 1958, Чернігів, УРСР, 28 грудня похований на старому православному цвинтарі м. Чернігів)[23] — відомий український художник і педагог, голова Чернігівської філії Національної спілки художників України. Випускник Чернігівського повітового нижчого чотирикласного училища. На базі рисувальної школи Миколи Мурашка у 1901 році створюється Київське художнє училище. Саме до цього навчального закладу вступає спочатку вільним (у 1910 році), а потім й дійсним (у 1911 році) слухачем живописного відділення Андрій Петусь. Серед його викладачів були живописці Григорій Дядченко (1869—1921), Володимир Менк (1856—1920), Фотій Красицький (1873—1944), Федір Кричевський (1879—1947), майбутній засновник приватної художньої студії Олександр Мурашко (1875—1919). У 1913—1914 роках Андрій Петусь паралельно з навчанням у художньому училищі відвідує студію О. Мурашка, майстерність якого як рисувальника та колориста вплинула на захоплення графікою молодого митця. Про це свідчать його жіночі пастельні портрети з фондів нашого музею — «Наталка» (1924), «Леся» (1917), «Оксана» (1924). Живописні твори Петуся, як і графічні, спираються на міцну реалістичну основу і свідчать про високу технічну підготовку. Серед них, зокрема, «Портрет матері» (1946), «Портрет дівчини» (1912). Поєднуючи педагогічну і творчу діяльність, Андрій Юхимович активно долучався до громадського і художнього життя незалежно від місця проживання. Так, у Маріуполі, де він працював учителем по закінченні Київського художнього училища, очолив реалістичну школу живописців. Етюд «Околиця Жданова» (без датування) відноситься саме до цього періоду. Тут він знайомиться з випускницею вищих жіночих Бестужівських курсів Зоєю Данилевич, з якою одружується в Чернігові 1916 року. Високоосвічена, духовно багата жінка не раз надихала художника на створення її портретів («Портрет дружини», без датування, «Портрет дружини», XX ст.). З 1922 по 1935 рік подружжя Петусів живе в Чернігові: він працює викладачем малювання в школах, веде гуртки, організовує місцеве об'єднання митців реалістичного напрямку — філію Асоціації художників радянської України (1927 рік), яку очолює з 1927 по 1929 роки та з 1931 по 1935 рік. Завдяки Андрію Юхимовичу у Чернігові з'являється мистецька студія для підвищення майстерності художників, першим керівником якої стає він сам. Активна виставкова діяльність художника значно пожвавила мистецьке життя Чернігова. У 1928 році він ініціює звітну виставку новоствореної студії спільно з відомими київськими та харківськими художниками, де поряд із творами К. Трохименка, М. Жука, Г.Світлицького був представлений творчий доробок чернігівських художників. У 1927—1929 роках твори А. Петуся експонуються у Харкові, а у 1935 році він організовує першу обласну виставку дитячої художньо] творчості. У 1933 році по Чернігову прокотилася хвиля репресій, подружжя залишається без роботи і у 1935 році переїздить до м. Істра Московської області. У цей час написаний сповнений психологізму портрет «Бездомний» (1936). Під час наступу нацистських військ держав гітлерівського блоку на Москву родині Петусів довелося евакуюватися до Джамбула (Казахстан) і лише після звільнення Чернігова художник повертається до міста. У 1945 році митець вступає до Спілки радянських художників України та до Чернігівського товариства художників. Виконує ряд творів на тему відбудови Чернігова та портрети партизанів — учасників німецько-радянської війни Ф. Короткова, І. Цимбаліста, В. Яременка. Займаючись організацією виставок і будучи їх експонентом (починаючи з 1915 року), Андрій Юхимович так і не мав жодної прижиттєвої персональної виставки. Лише у 1974 році Чернігівським історичним музеєм була проведена перша персональна виставка з нагоди 90-річчя митця. У 1984 році твори А. Петуся були передані до фондів художнього музею. З огляду на це наступна персональна виставка художника до його 120-річчя відбулася вже в Чернігівському обласному художньому музеї ім. Григорія Галагана у 2004 році.[24];
- Ковбич Марія Ульянівна (27 березня 1914, с. Городище, Сосницький повіт, Чернігівська губернія – 12 березня 1943, Березна, похована у братській могилі разом з іншими жертвами нацистських розстрілів на Червоному цвинтарі, Березна) — одна з двох (разом з Катериною Євган) перших жінок-трактористок Березнянщини. Народилася 1914 року в родині селянина-бідняка в селі Городище на Чернігівщині. У 1934—193 hjrf[ — закінчила курси механізаторів, створила першу у повіті жіночу тракторну бригаду. У її складі були жінки з Березни, по дві з сусідніх сіл Гусавки, Городища, Синявки, Локнистого. Слава про наполегливу працю бригади М. Ковбич розійшлася по області, про неї писали газети. 1933 року вступає до колгоспу «Червона зірка» села Городище, навчається на курсах трактористів. 1935 року — на курсах комбайнерів. У 1938—1941 роках — бригадирка тракторної бригади Березинської МТС Чернігівської області, голова сільської ради. У 1938 році її тракторна бригада виробила на тракторі ХТЗ 1046 гектарів, зекономивши 301 кг пального. 26 червня 1938 року обрана депутаткою Верховної Ради УРСР першого скликання по Куликівській виборчій окрузі № 144 Чернігівської області. Член Мандатної комісії Верховної Ради УРСР. У 1940 році вступила до лав КП(б)У, була нагороджена орденом «Знак Пошани» за ударну працю у 3-й п'ятирічці (07.02.1939). У 1940 або 1941 року одружилася з березинцем Микитою Подою, заступником директора Березнянської МТС. Микита Пода залишався у Березні під час тимчасової німецької окупації у 1941—1943 роках, організовував підпільну роботу. Марія була вагітною, восени 1942 року народила сина Олександра. Наприкінці зими 1943 року подружжя було видане місцевими поліцаями-колабораціоністами до рух німецької польової жандармерії і після катувань страчене разом з іншими підпільниками. В останні хвилини перед розстрілом подружжя рідна сестра Микити врятувала шестимісячне немовля і потім виростила його як рідного сина. У 1960—1990-ті роки Олександр Микитович Пода працював у Березні бригадиром будівельної бригади, був нагороджений орденом Трудового Червоного Прапора.[25];
- Грицько Верьовка (1895–1964) — український композитор і хоровий диригент, педагог. Народився в Березні;
- Товстуха Іван Павлович (10 (22) лютого 1889, Березна, Чернігівська губернія — 9 серпня 1935, Москва) — учасник революційного руху в Україні, агент чернігівської організації РСДРП, секретар генерального секретаря ЦК ВКП(б) Йосипа Сталіна, його перший офіційний біограф; заступник директора Інституту Маркса — Енгельса — Леніна. Кандидат у члени ЦК ВКП(б) у 1934—1935 роках. Народився 22 лютого[26] 1889 року в містечку Березна Чернігівської губернії в родині прикажчика. Після смерті матері з 1894 року виховувався в «Будинку трудолюбства», з 1897 року — в «Будинку для бідних» у Чернігові. Закінчив трирічну початкову школу, навчався три роки в Чернігівському міському училищі. У 1905 році вступив до реального училища в Чернігові, де навчався три роки. З 1908 по 1909 рік навчався в Київському комерційному інституті. У 1909 році став активним агентом РСДРП у Чернігові. У липні 1909 року заарештований чернігівською жандармерією, але через місяць випущений під заставу. У листопаді 1909 року заарештований в Києві, з листопада 1909 по вересень 1910 року перебував у Чернігівській в'язниці. У вересні 1910 року рішенням суду засланий в Сибір. З жовтня 1910 по лютий 1912 року — на засланні в селах Головних, Нечаєвка, Тутура Верхоленського повіту Іркутської губернії. У лютому 1912 року втік за кордон. Три місяці перебував у Львові та Галичині, потім через Австро-Угорщину в серпні 1912 року перебрався до Франції. З 1912 по 1914 рік працював робітником акумуляторного заводу «УДК» у передмісті Парижа Іссі-ле-Муліно, був членом синдикату шоферів у Парижі. Член РСДРП(б) з 1913 року. Член Французької соціалістичної партії з 1914 по 1917 рік. З 1914 по 1917 рік працював землекопом на окопних роботах, помічником кочегара на водокачці, робітником на кухні емігрантської їдальні, таксистом у Парижі. У травні 1917 року через Велику Британію і Норвегію повернувся до Російської Республіки, де до жовтня 1917 року лікувався від туберкульозу в санаторії для амністованих в Ялті. З листопада 1917 по березень 1918 року працював секретарем інспекторського відділу в Центральному штабі Червоної гвардії в Москві. У березні — квітні 1918 року — завідувач довідкового відділу Народного комісарату землеробства РРФСР. З квітня по жовтень 1918 року — секретар, з жовтня 1918 по грудень 1921 року — член колегії Народного комісаріату у справах національностей РРФСР. Саме тоді він став беззмінним секретарем і порученцем Йосипа Сталіна. З травня 1919 по грудень 1920 року фактично не працював, важко хворів туберкульозом. У грудні 1921 року переведений до апарату ЦК РКП(б) у зв'язку з переходом туди Сталіна. З грудня 1921 по квітень 1922 року працював організатором, завідувачем особистого секретаріату Сталіна. У квітні 1922 — березні 1924 року — заступник завідувача, в березні 1924 — січні 1926 року — завідувач Бюро Секретаріату ЦК РКП(б), помічник генерального секретаря ЦК РКП(б) Йосипа Сталіна. Одночасно з листопада 1924 по травень 1926 року працював помічником директора Інституту В. І. Леніна при ЦК РКП(б). 22 січня 1926 — 22 липня 1930 року — завідувач Секретного відділу ЦК ВКП(б) — 1-й помічник генерального секретаря ЦК ВКП(б) Йосипа Сталіна. У 1930 році працював членом редакції журналу «Партийный архив». 22 липня 1930 — листопаді 1931 року — заступник директора Інституту В. І. Леніна при ЦК ВКП(б). У листопаді 1931 — 9 серпня 1935 року — заступник директора Інституту Маркса — Енгельса — Леніна при ЦК ВКП(б), член редакції журналу «Пролетарская революция». Саме Товстуха був першим офіційним біографом Йосипа Сталіна, роботу якого опубліковано 1922 року в додатку до 41-го тому енциклопедії «Гранат» під рубрикою «Діячі Жовтневої революції». Через п'ять років вона вийшла окремим виданням з накладом 50 тисяч примірників. Помер 9 серпня 1935 року від туберкульозу у Москві, урна з прахом похована в Кремлівській стіні.
- Дем'яненко Марія Яківна (27 квітня 1920, за іншими даними — 11 березня 1921, м. Березна, Чернігівського повіт, Чернігівської губернії, УРСР) — (10 квітня 2004, Київ, Україна) — українська мовознавиця. Навчалася у Харківському інституті іноземних мов, закінчила 1-й Московський педагогічний інститут іноземних мов (1941), навчалась у Військовому інституті іноземних мов. Працювала в Головному розвідувальному управлінні Генштабу Червоної Армії; 1944—1950 — референткою-перекладачкою в Українському товаристві культурного зв'язку за кордоном; 1951—1992 — у Київському університеті: доцент кафедри романської філології[27]. Наукові дослідження стосуються проблем теоретичної та експериментальної фонетики французької мови; зіставної фонетики французької, російської, української мов; методики викладання іноземної мови. Нагороджена орденом «За мужність» 3-го ступеня (1999), медалями «За доблесний труд у роки Великої Вітчизняної війни» (1946), «За трудову відзнаку», «Ветеран праці». Учасниця другої світової війни.

Авторка та співавторка підручників:
1. «Вступний курс фонетики французької мови» (Київ, 1971; у співавт.);
2. «Основы общей методики обучения иностранным языкам. Теоретический курс: Пособ.» (Київ, 1971, 1984; у співавт.);
3. «Pour parler français» (Київ, 1997; у співавт.);
4. «Сучасна французька вимова. Теорія і практика: Навч. посіб.» (Київ, 2004).

- А. Гребень (1878—1961) — український лірник, народився в Березні, навчався у Терешка Пархоменка. Знав 6 дум(!), багато народних пісень, релігійних псалмів. Весь репертуар Аврама Родіоновича був записаний на магнітофонну стрічку в 1950-тих роках.
- Анікейчик Андрій Іванович (осінь 1921, м. Березна, Чернігівський повіт, Чернігівської губернії — після 1994, Березна/Чернігів(?)]]) — український радянський військовий командир, майор. Випускник семикласної школи. Працював в одному з 3-х Березнянських колгоспів. У жовтні 1939 року — був мобілізований Березнянським РВК до лав РСЧА. Учасник німецько-радянської війни з червня 1941 року. 22 червня 1941 року — 10.09.1943 року — Південний Фронт, 10.09.1943 р. — 8.08.1944 р. — 1-й Український Фронт, 8.08.1944 р. — 9.05.1945 р. — 4-й Український Фронт. Був тричі поранений. У 1943—1945 р. — ст.лейт., ад'ютант 3-го бат. 985 сп 226 сд 11 ск. У період 1941—1945 рр. був нагороджений: 1) орд. Кр. Зірки (5.08.1944 р.) за вмілу організацію та власний героїзм при відбитті нападу механізованої штурмової групи німецько-угорських військ на штаб полку 5.08.1944 р.; 2) орд. О. Невського (14.02.1945 р.) за вмілу організацію керівництвом вогневих засобів батальйону і особистий героїзм при захопленні висоти 602.0 у гірсько-лісистій місцевості, та особисте командування відображенням контратак супротивника на цю висоту 29.09.1944-04.10.1944 р.; орд. Вітчизняної війни 2-го ст. (15.06.1945 р.) за участь у Моравсько-Остравській наступальній операції, ювіленим орд. орд. Вітчизняної війни 1-го ст. (6.04.1985 р.), багатьма медалями.
- Анікейчик Павло Петрович (1904, м. Березна, Чернігівський повіт, Чернігівської губернії — після грудня (?) 1944, 1-й Білоруський Фронт(?)) — мешканець м. Березна, учасник німецько-радянської війни. Брат Олексія Петровича Анікейчика (нар. 1907) та Єлісея Петровича Анікейчика (нар. 1912), також німецько-радянської війни. Отримав початкову освіту. Працював в одному з 3-х Березнянських колгоспів. У червні 1941 року — був мобілізований Березнянським РВК до лав РСЧА[28]. Учасник битви під Курськом, визволення північних областей УРСР, Білоруської РСР. У липні-вересні 1943 року — червоноармієць 1150 сп 342 сд Брянського Фронту. Був нагороджений медаллю «За Відвагу» (23.08.1943 р.) за своєчасне постачання гарячого харчування та особисту участь у відбитті контратак супротивника у час визволення сіл Шабликінського району Орловської області у період між 21 липня та 17 серпня 1943 року. Загинув на фронті.
- Лишафай Петро Іванович (22 серпня 1913 м. Березна, Чернігівський повіт, Чернігівської губернії — (4 березня 2004, Чернігів) — український радянський військовий командир, підполковник, Герой Радянського Союзу (24.03.1945). Це звання отримав за героїзм у боях за звільнення Варшави, столиці Польщі).  Воював на Південно-Західному, Брянському, Центральному, 1-му Білоруському фронтах, у 2-й ТА, 65-й А, 61-й А. Нагороджений орденом Леніна, двома орденами Червоного Прапора, двома орденами Вітчизняної війни I ступеня, орденом Олександра Невського, багатьма медалями. Після війни 1941—1945 рр. служив військовим будівельником до березня 1957 року, часу демобілізації. На будинку в Чернігові, де мешкав Петро Лишафай, встановлено меморіальну таблицю.
- Свислоцький Микола Денисович (9 серпня 1896, м. Березна, Чернігівський повіт, Чернігівської губернії) — 28 січня 1974, село Березна, Менський район, Чернігівської обл., УРСР]]) — український радянський військовий командир, підполковник. Син Дениса Андрійовича Свислоцького (між 1832 і 1862—1929, Березна)[29] та Тетяни Василівни (до шлюбу — Анікейчик) (1865, Березна — 1946, Березна)[30]. Брат Надії Денисівни Жук; Григорія Денисовича та Івана Денисовича Свислоцьких. Учасник першої та другої світових воєн. 1914—1918 роки — підпоручик, поручик Російської імператорської армії, учасник бойових дій на Західному та Південно-Західному фронтах. У 1918—1919 роки — учасник оборони Чернігівщини від військ А. Денікіна і загонів різних отаманів («зелених»). У 1920—1923 роках — як колишній офіцер перебував на обліку у Київському ДПУ.[31]. У складі командного складу РСЧА з 1926 року. У 1941—1945 роках воював на Південно-Західному, Брянському, Центральному, Воронезькому, 1-му Українському фронтах, у складі 13-ї армії нагороджений орденами Вітчизняної війни 1-го та 2-го ступенів, орденом Червоної Зірки, багатьма медалями.
- Свислоцький Григорій Денисович (1900 м. Березна, Чернігівський повіт, Чернігівської губернії) — (після грудня 1941) — учасник другої світової війни. Син Дениса Андрійовича Свислоцького (між 1832 і 1862—1929, Березна)[29] та Тетяни Василівни (до шлюбу Анікейчик) (1865, Березна — 1946, Березна)[30]. Брат Надії Денисівни Жук; Миколи Денисовича Свислоцького, Івана Денисовича Свислоцького. Учасник визвольних змагань 1918—1921 років. У вересні 1941 року був мобілізований Березнянським РВК[28]. Учасник другої світової війни. Після грудня 1941 року його доля невідома.

Сучасники
- Гальонко Людмила Петрівна — учителька Березнянського опорного закладу, заслужений вчитель України[32];
- Микола Железняк (нар. 1960) — автор понад 140 наукових публікацій, член редколегій кількох енциклопедичних видань. Виконувач обов'язків директора Інституту енциклопедичних досліджень НАН України, кандидат філологічних наук. Народився в Березні.
- Морозюк Світлана Сергіївна (нар. 1937) — українська ботанік і педагог. Кандидат біологічних наук. Відмінник освіти України. Народилася в Березні.
- Іван Корбач — журналіст і письменник, лауреат обласної премії ім. М. М. Коцюбинського, автор історичного роману «Сотники». Народився в Березні
- Молодший М. П. — народний майстер України випалювання та інкрустації по дереву соломкою. Народився в Березні.
- Колесник М. Й. — відомий художник-живописець. Народився в Березні.

## Галерея

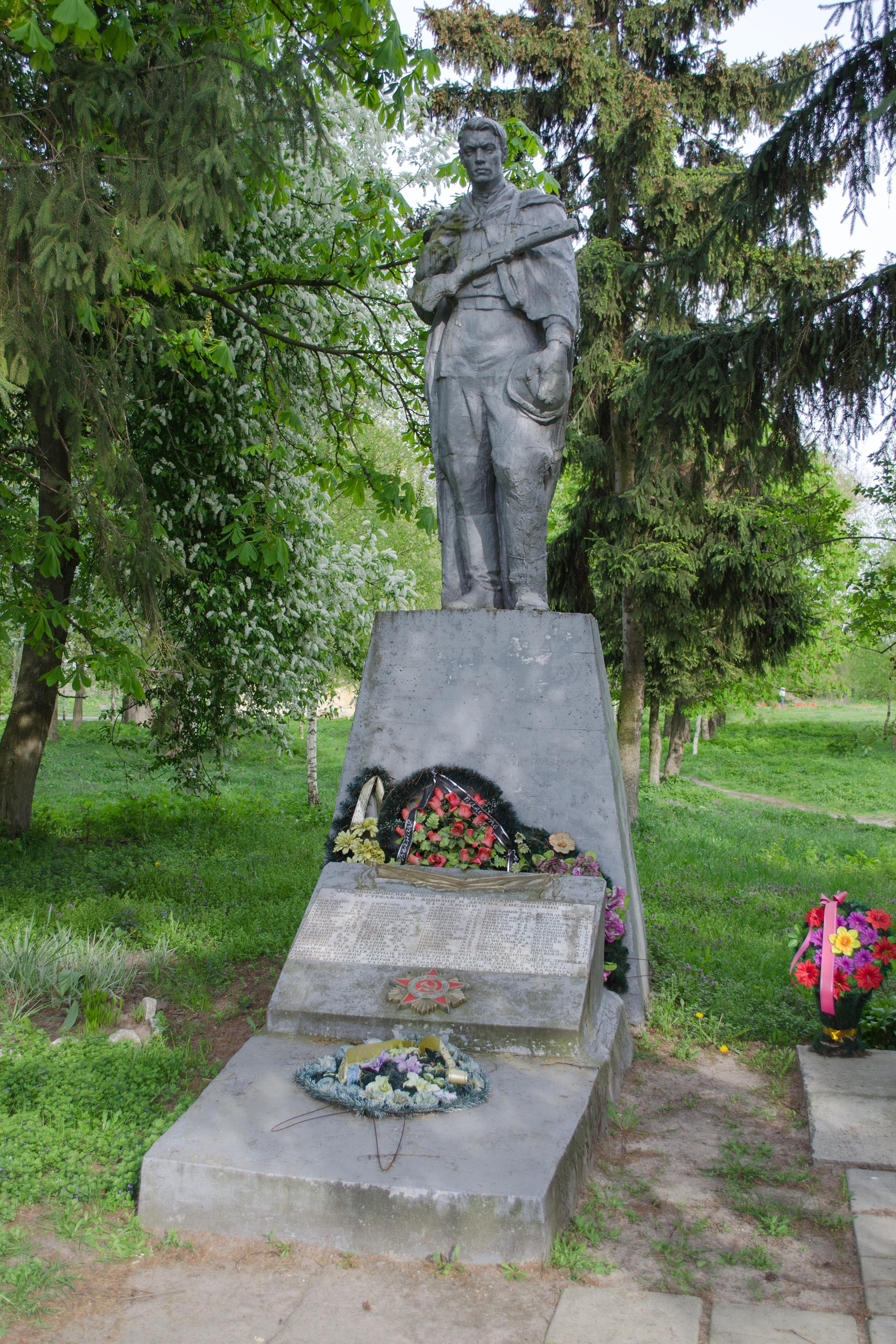
Братська могила
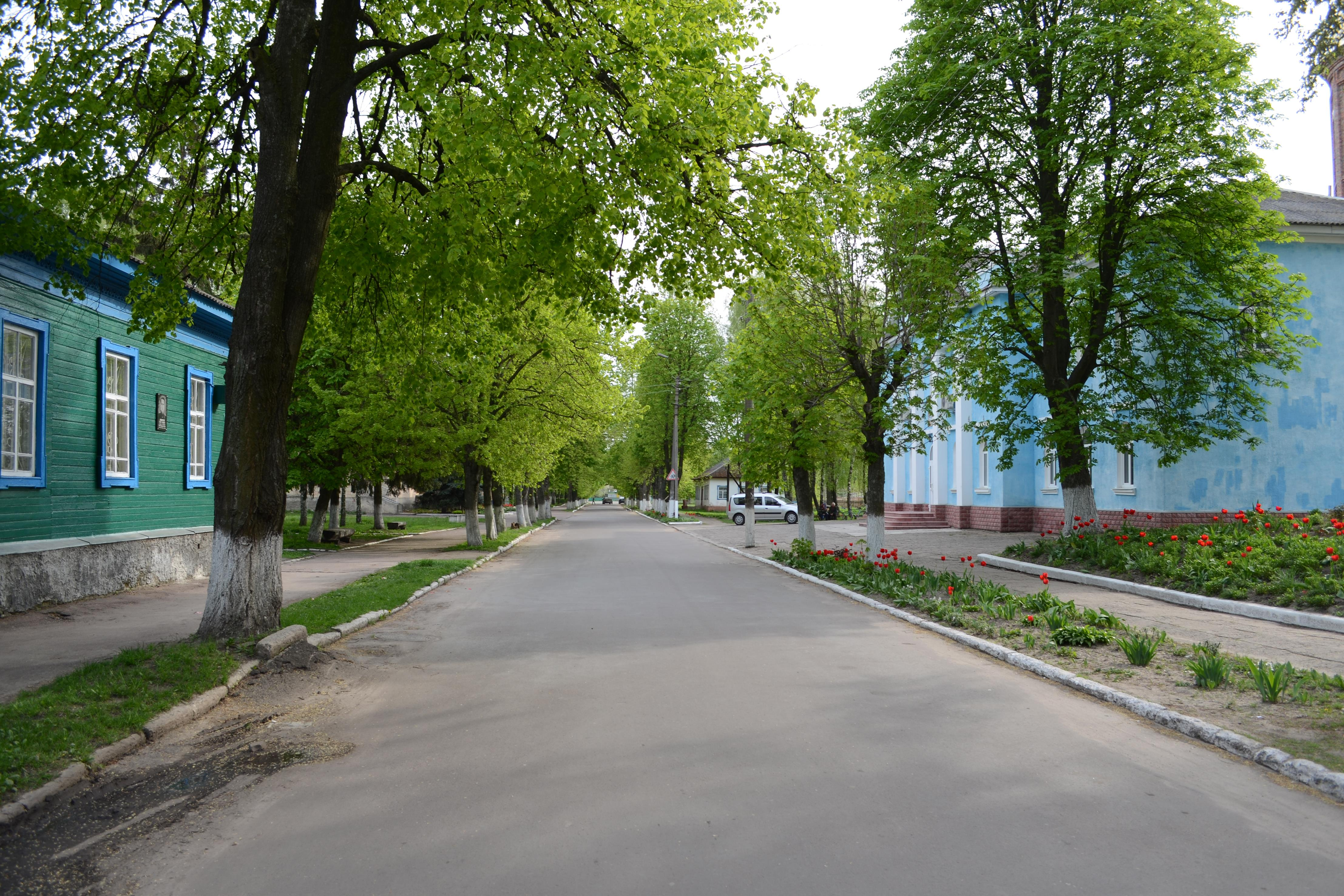
Вулиця
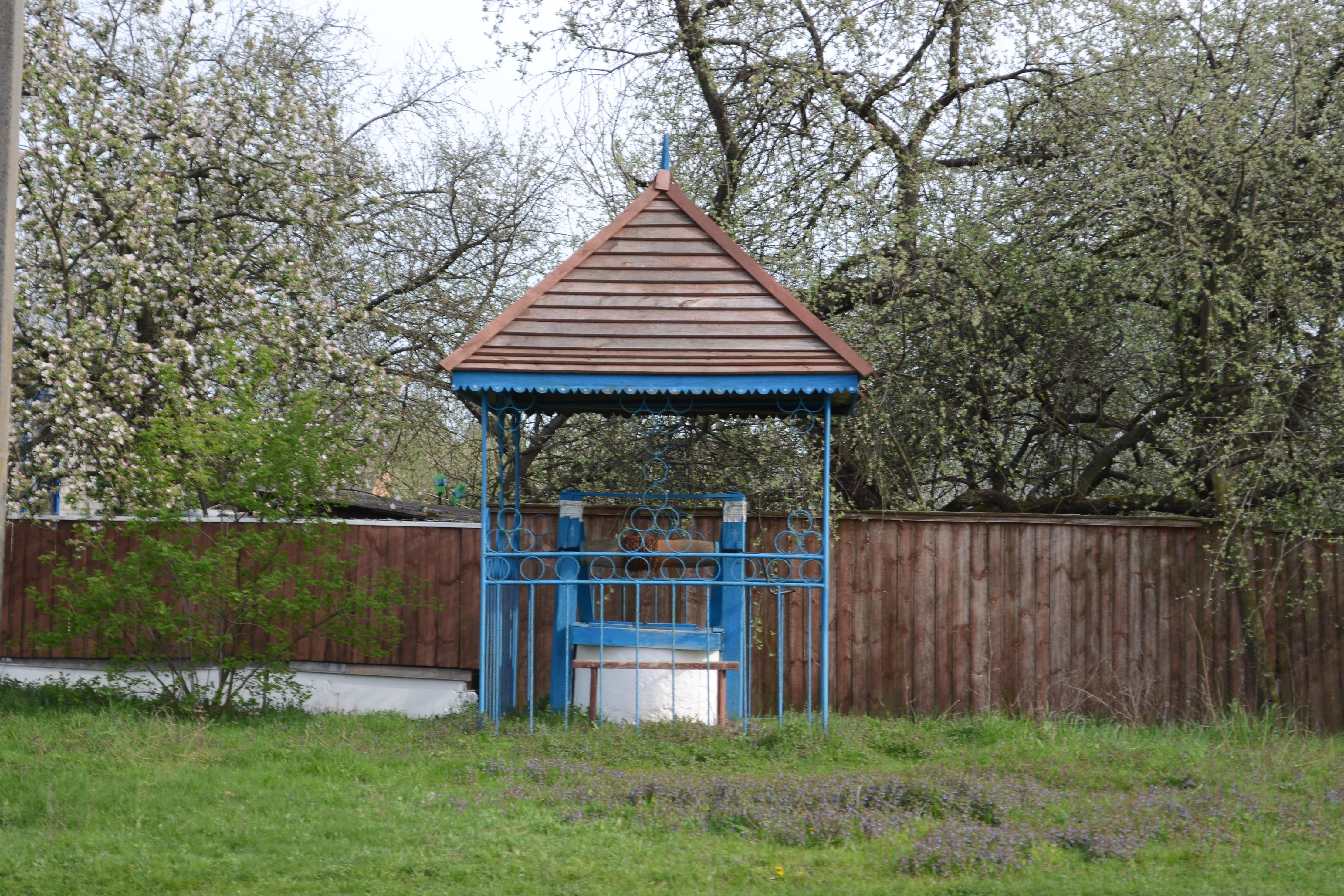
Колодязь
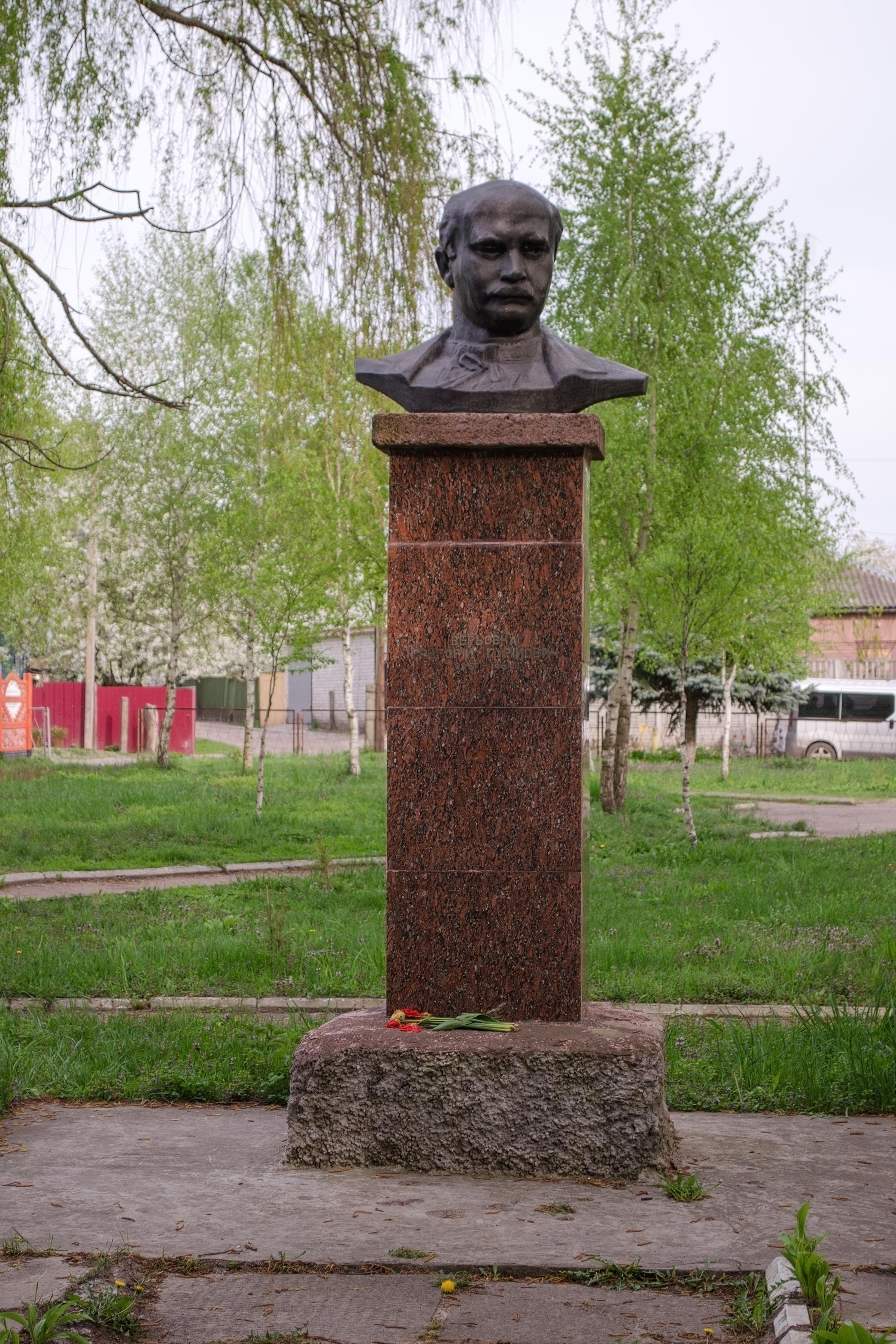
Пам'ятник Григорію Верьовці
Могила воїна-інтернаціоналіста БурковськогоМогила воїна-інтернаціоналіста Бурковського
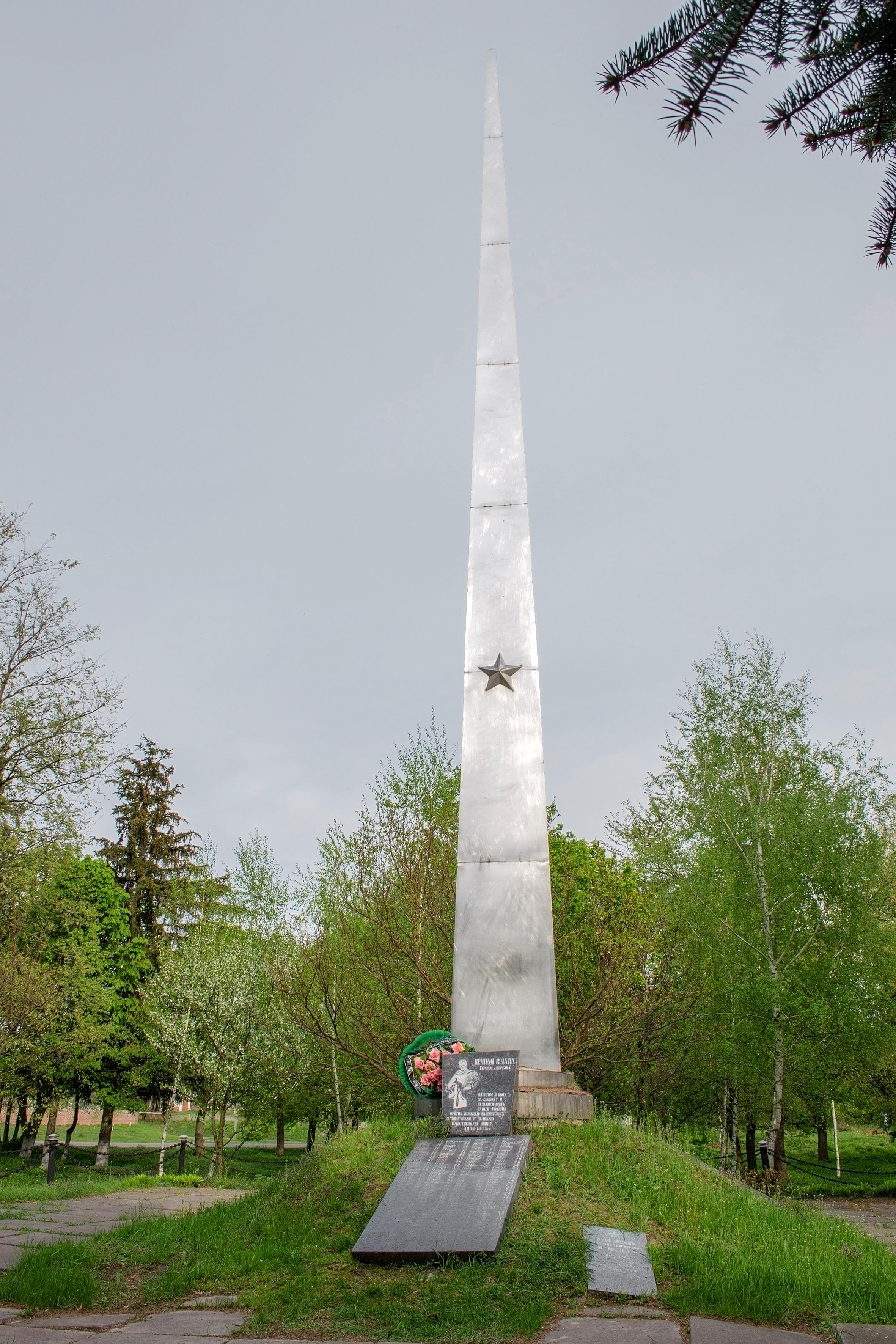
Пам’ятний знак воїнам-односельчанам
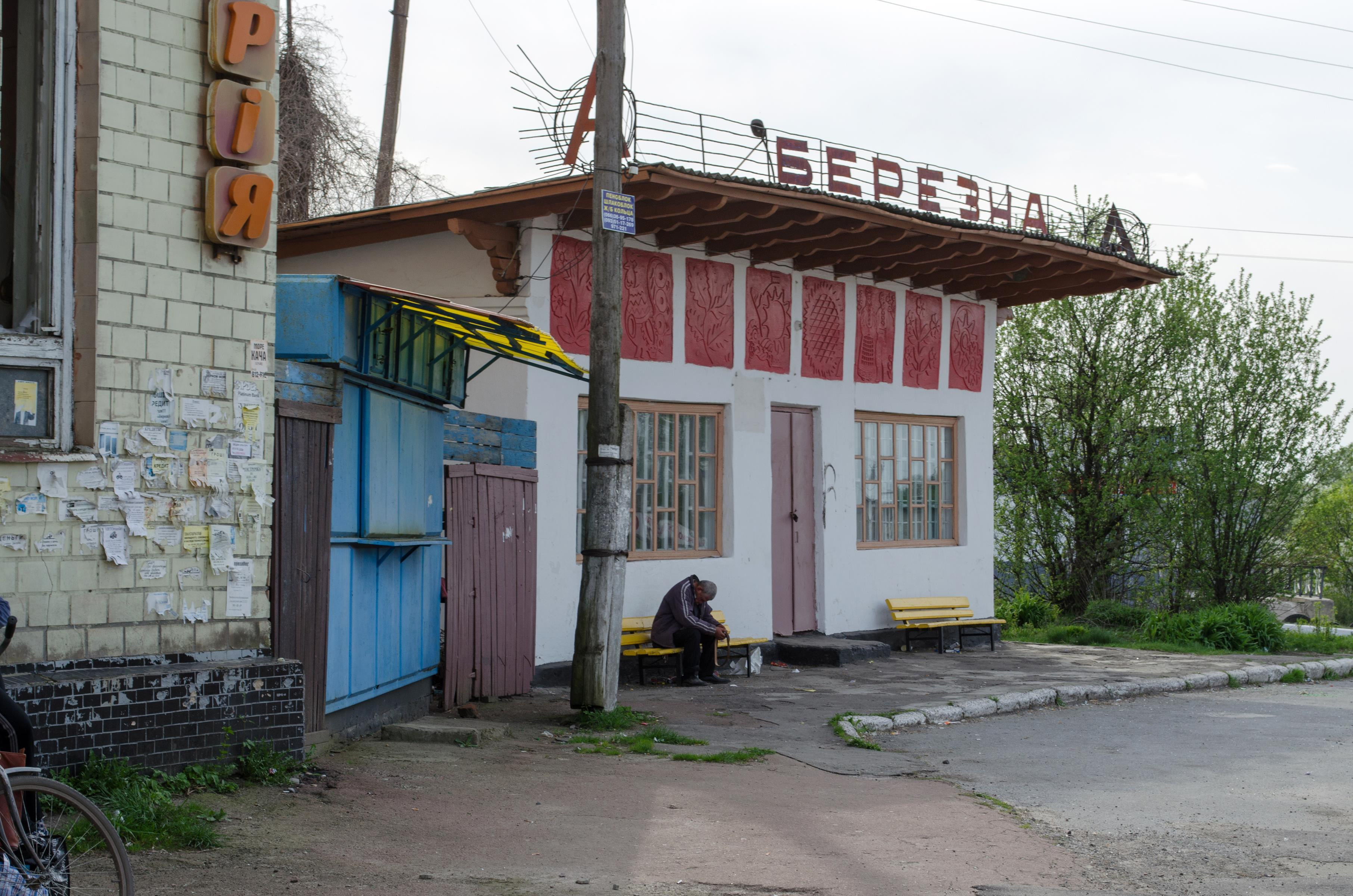
Автостанція
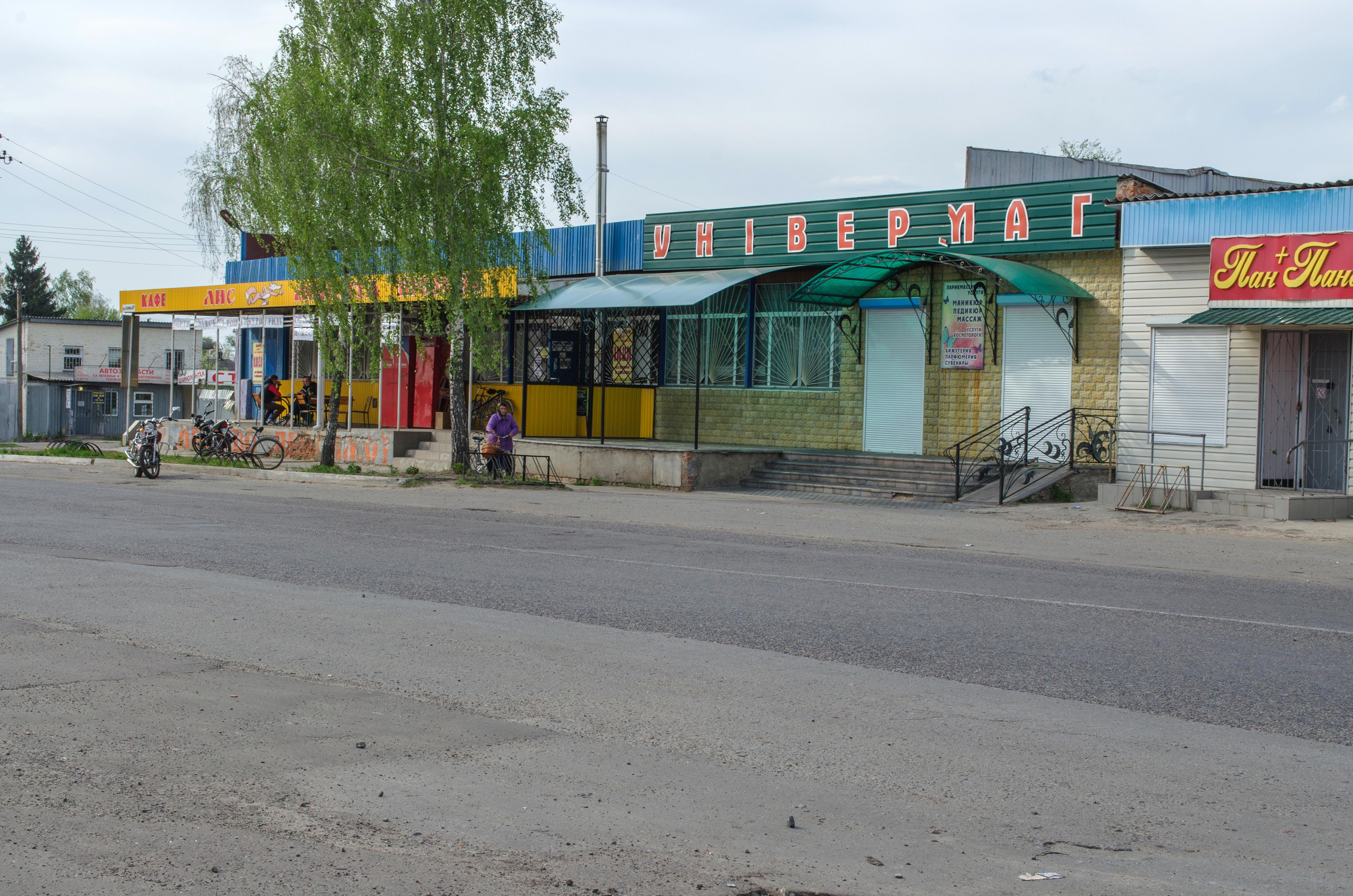
Універмаг
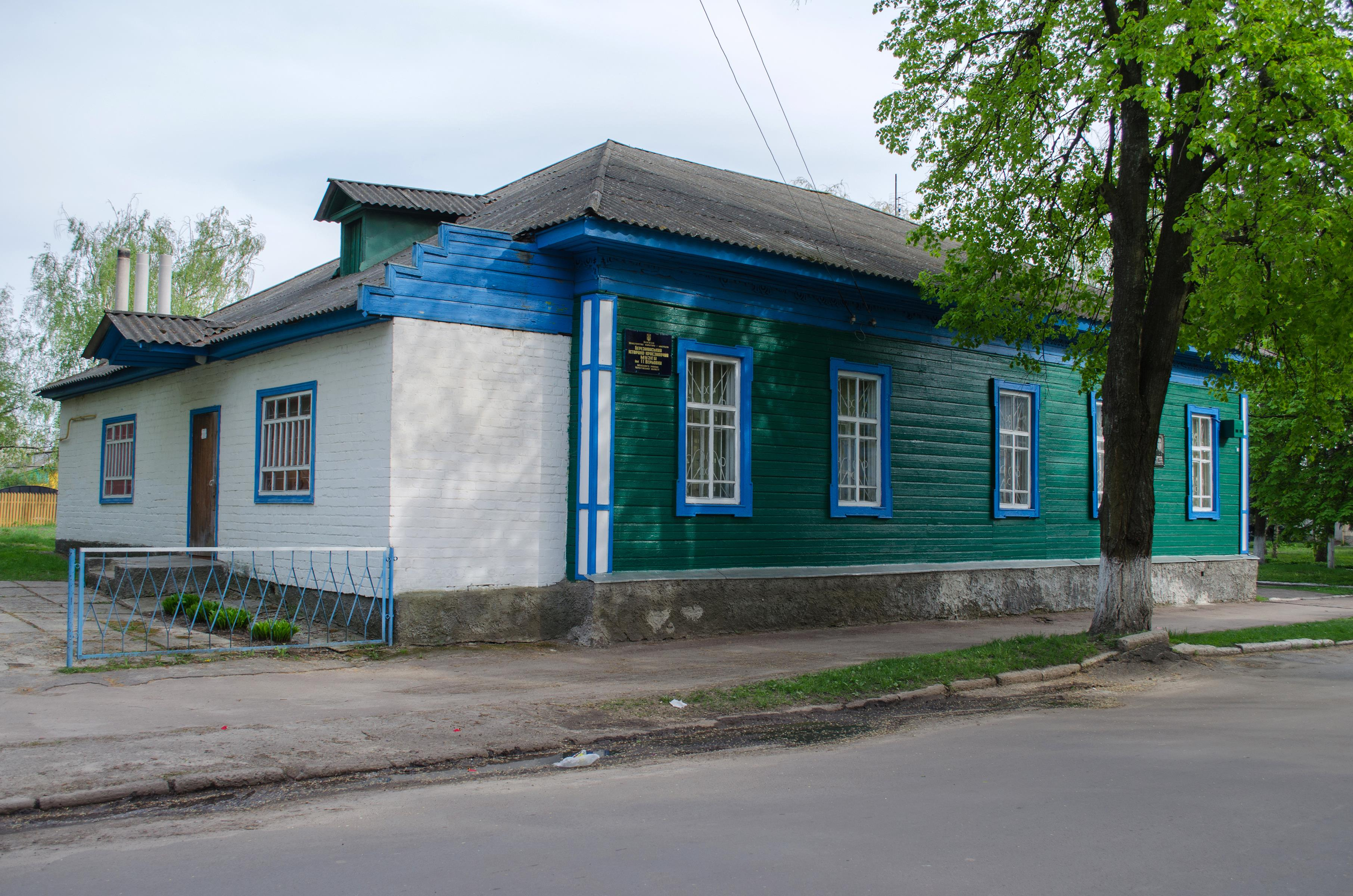
Березнянський історико-краєзнавчий музей імені Г. Г. Верьовки
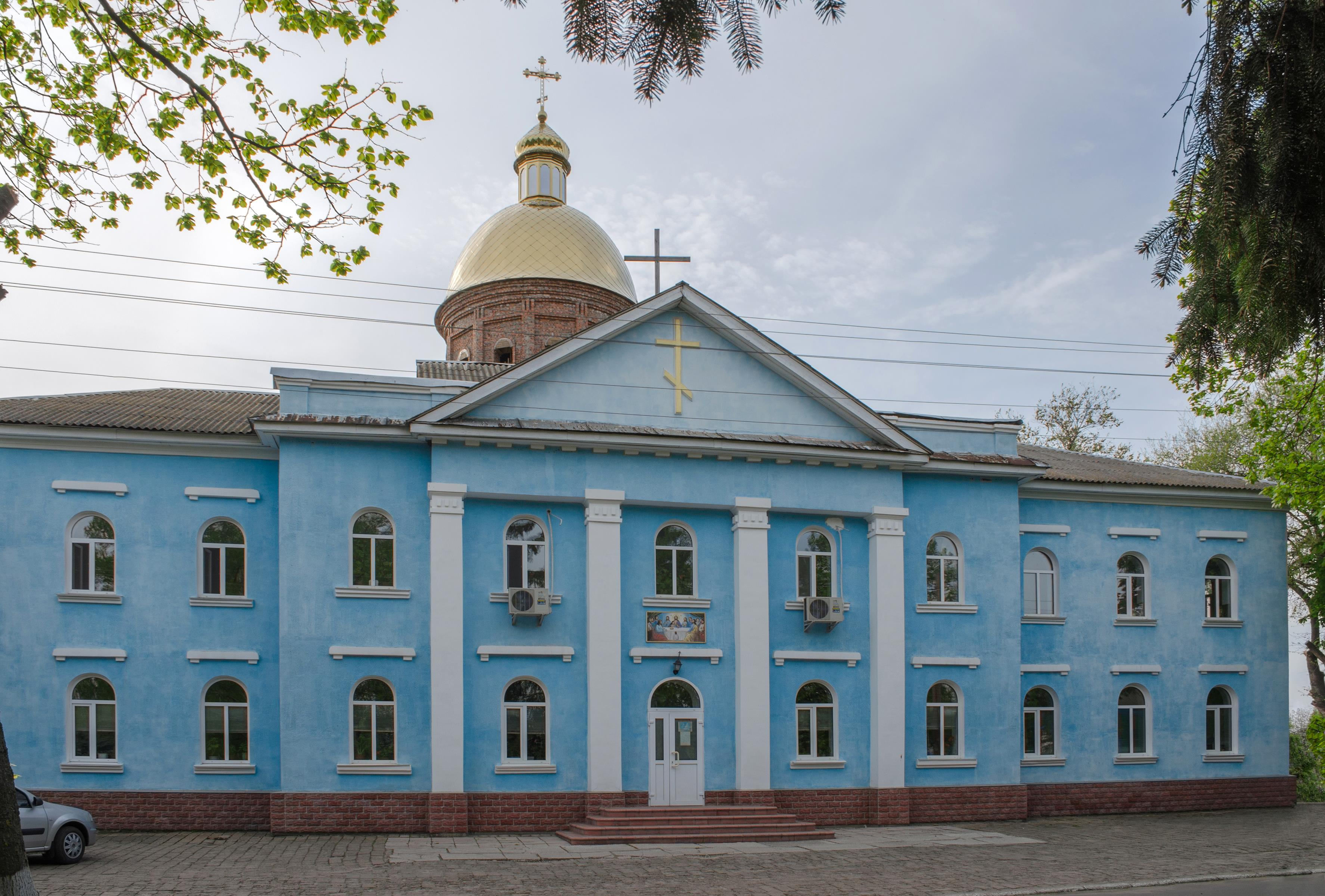
Церква
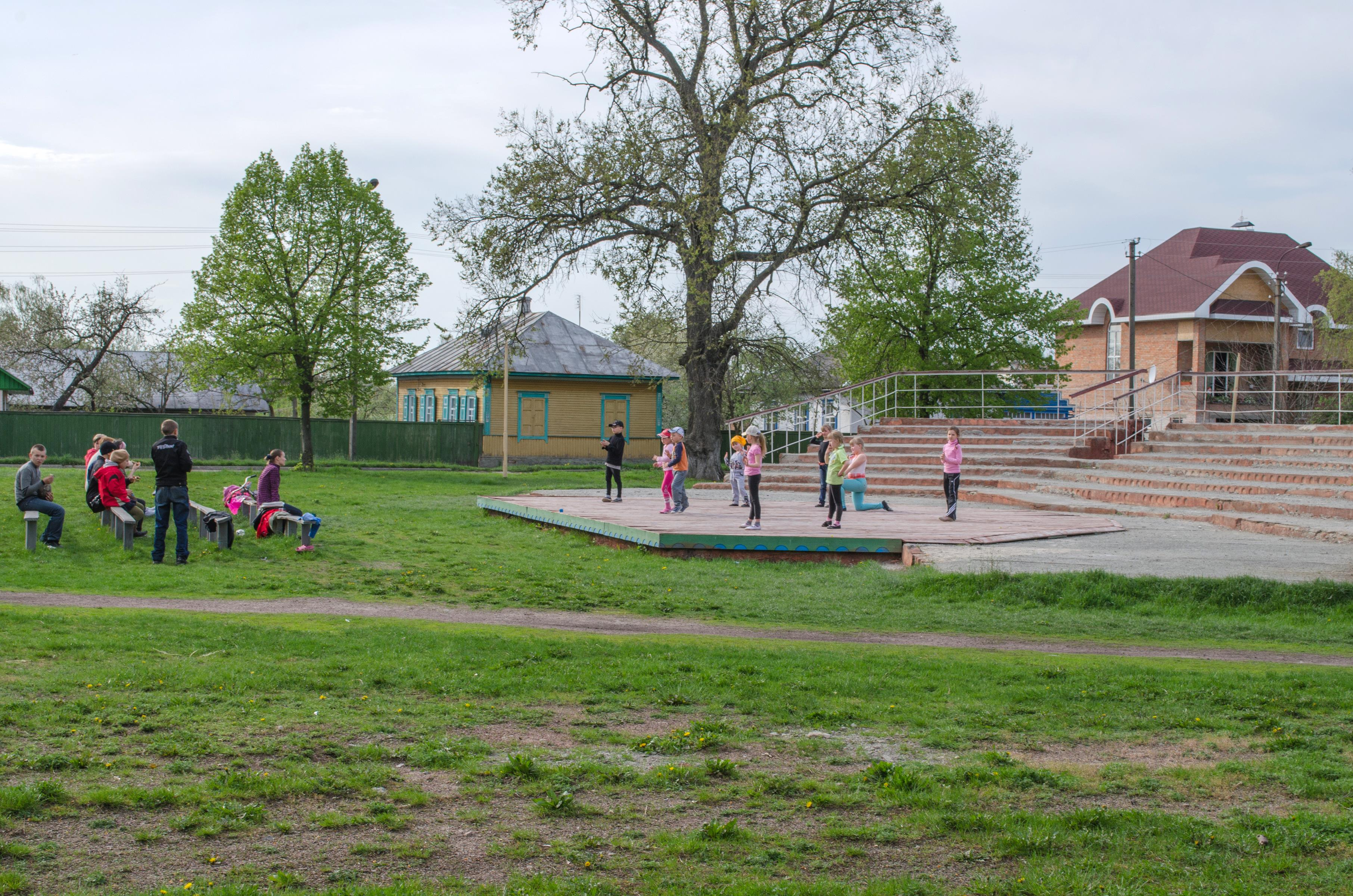
Сценічний майданчик
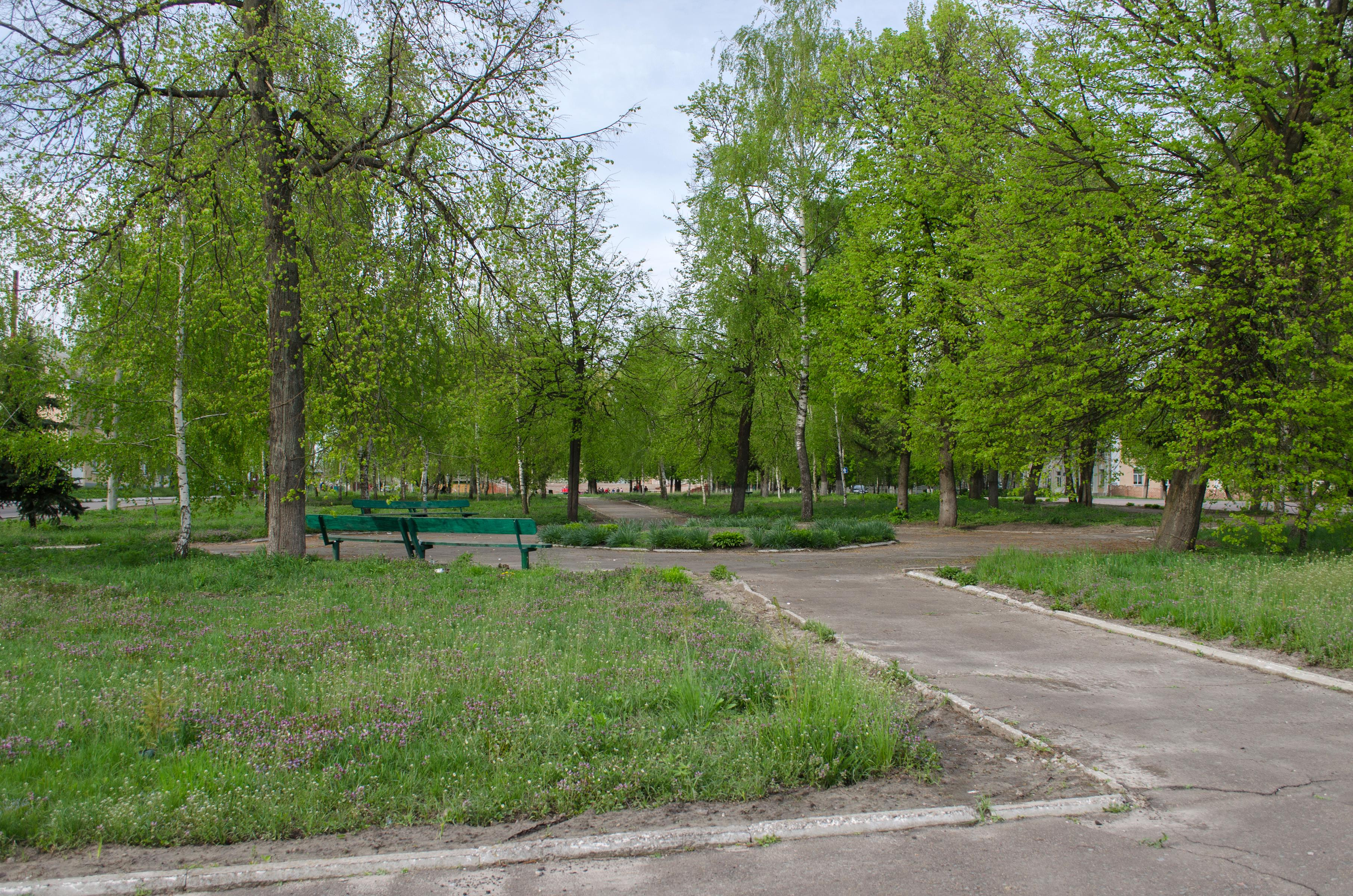
Сквер у центрі селища
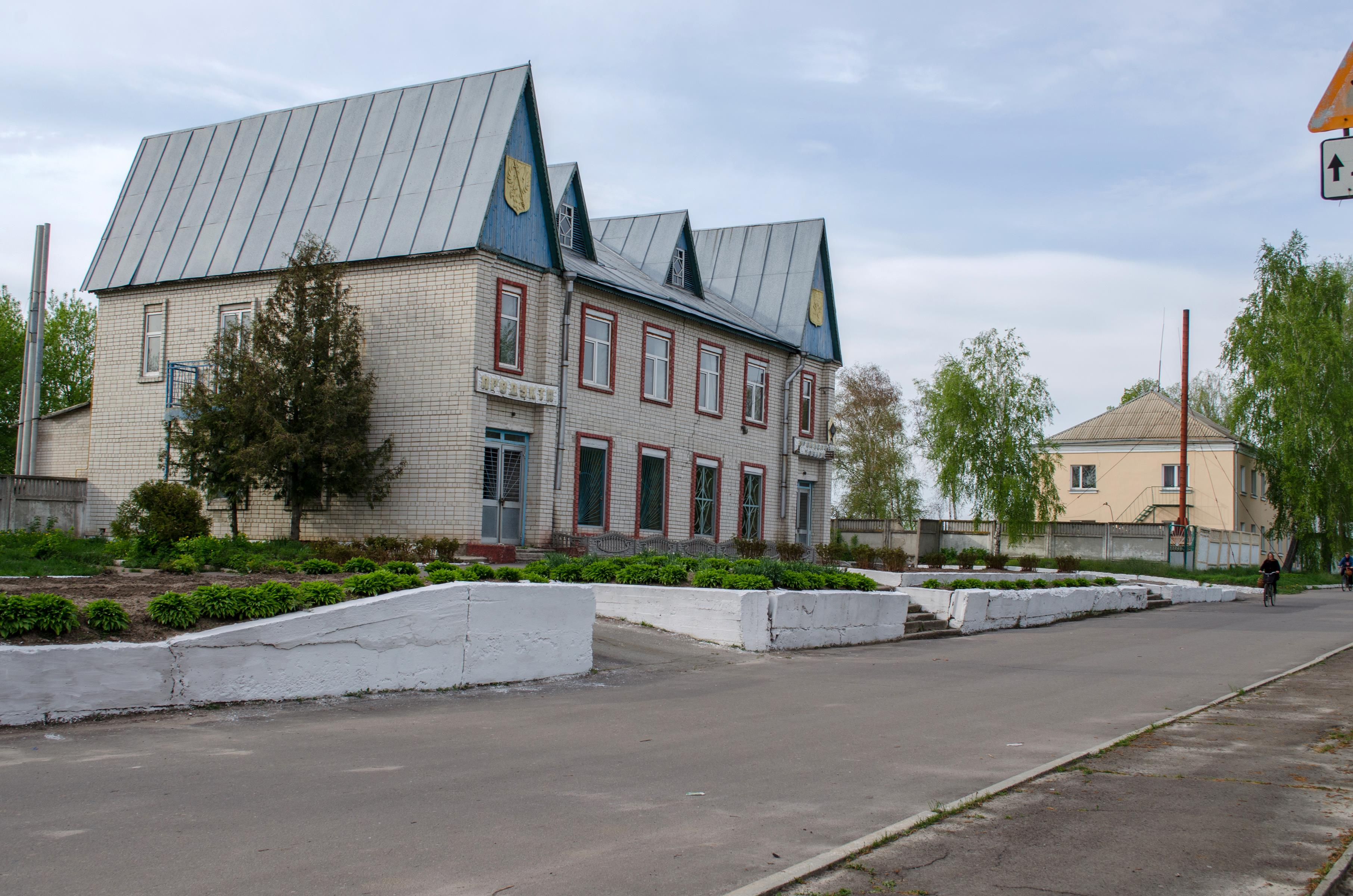
Центральна частина
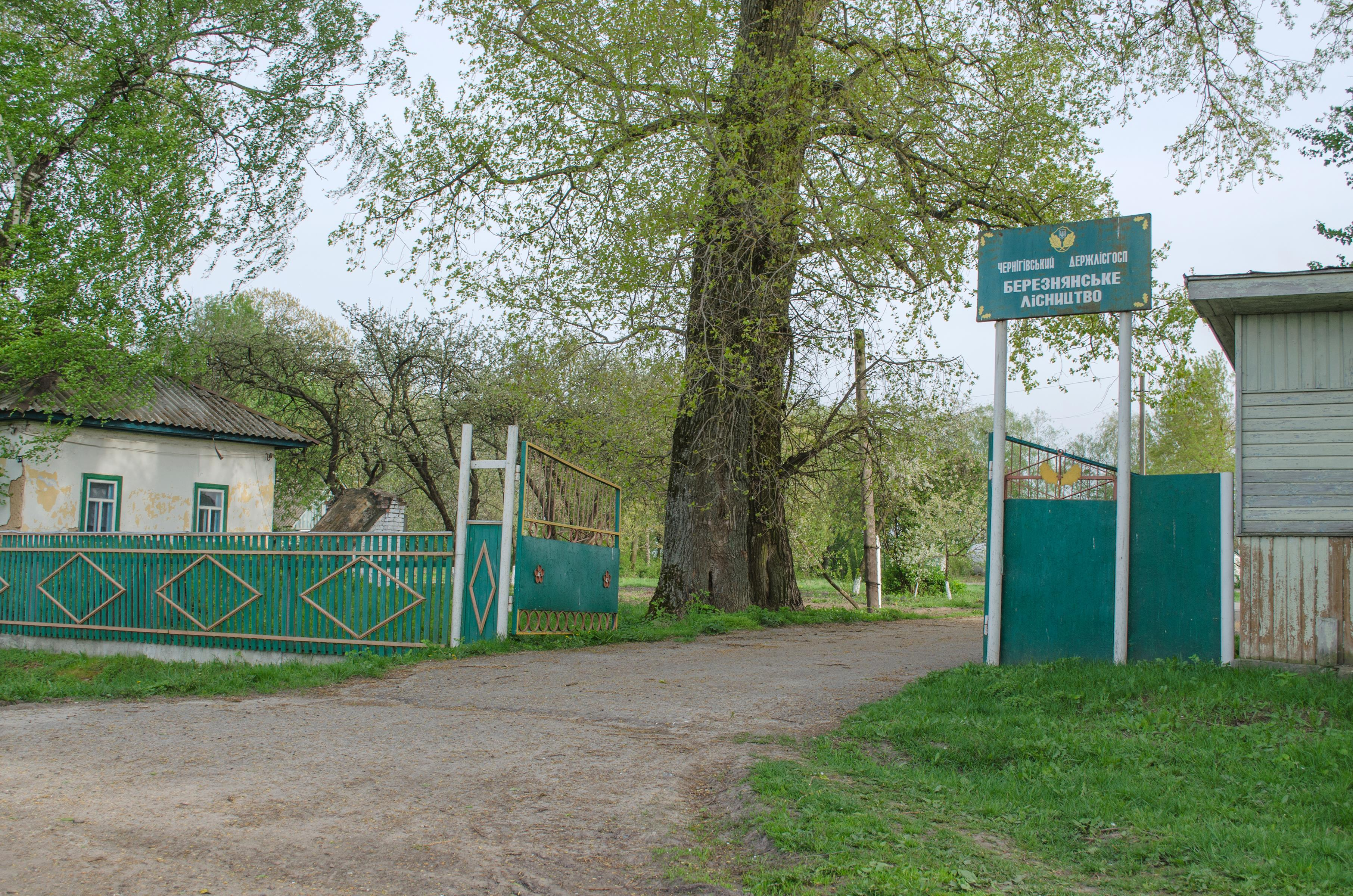
Березнянське лісництво
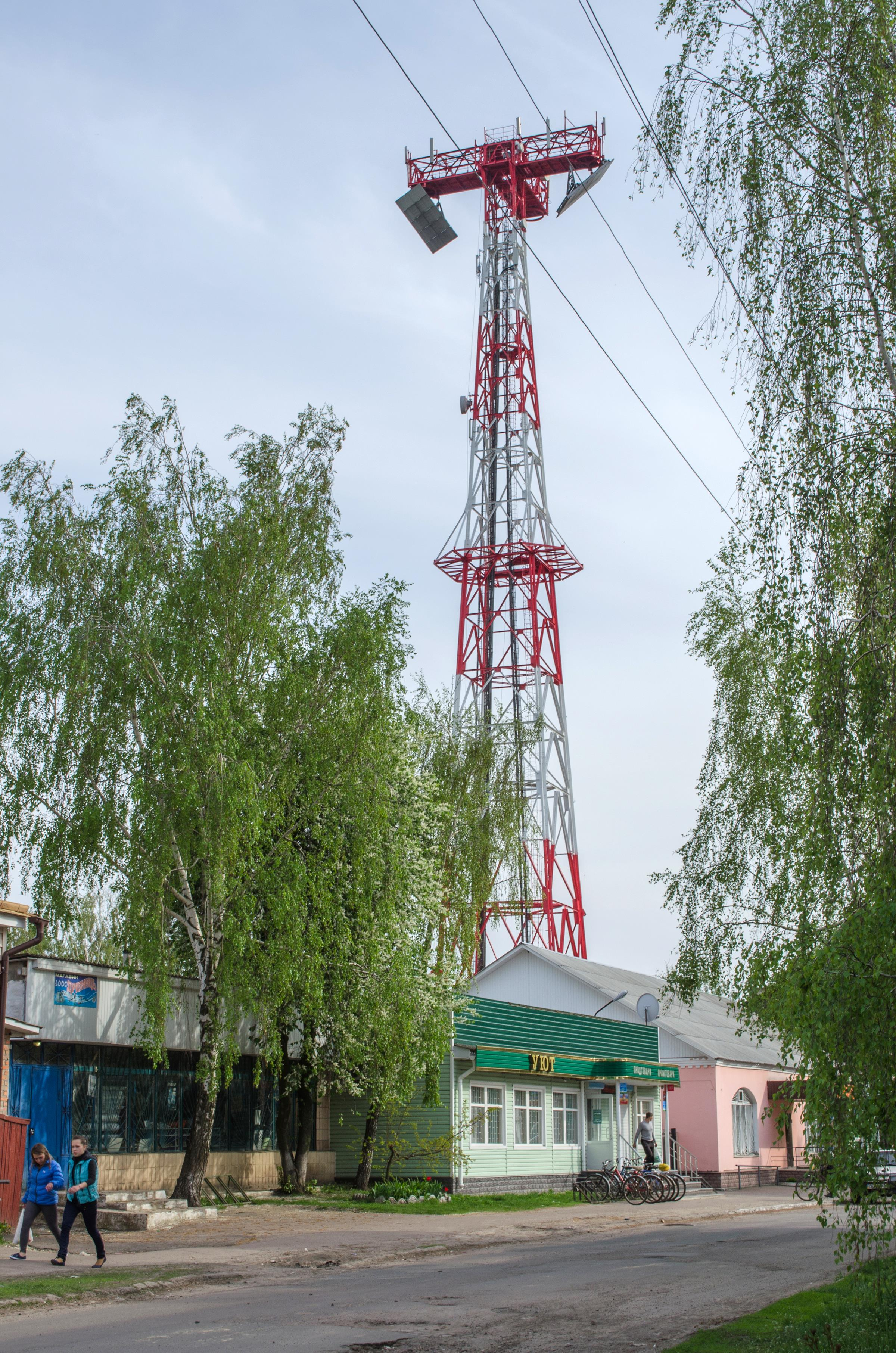
Вежа ПРС